# Personaggi di Harry Potter
Questa è la lista dei personaggi di Harry Potter, serie di romanzi scritta da J. K. Rowling. Gli stessi compaiono anche negli adattamenti cinematografici e nelle opere derivate.

## Principali

### Harry Potter
Harry Potter è il protagonista della serie. All'età di un anno rimase orfano dei genitori James e Lily, che vennero uccisi da Lord Voldemort, ma quando il mago oscuro si scagliò contro il piccolo, la magia protettiva della madre gli salvò la vita e fece rimbalzare l'incantesimo mortale su Voldemort stesso. Harry viene quindi cresciuto dagli zii babbani Vernon e Petunia Dursley e scopre solo a undici anni di possedere poteri magici e di essere una celebrità nella comunità magica. A Hogwarts stringe amicizia con Ron Weasley e Hermione Granger, riuscendo anche ad accettare il compito che era destinato ad affrontare, ossia combattere e sconfiggere Voldemort. È interpretato da Daniel Radcliffe e doppiato in italiano da Alessio Puccio.

### Ron Weasley
Ronald "Ron" Weasley è il figlio sestogenito di Arthur e Molly. È un ragazzo che non eccelle in alcun campo in particolare e che si comporta spesso in modo superficiale e immaturo, ma sa dimostrarsi leale, coraggioso e nobile d'animo. A Hogwarts stringe amicizia con i coetanei e compagni di Grifondoro Harry Potter e Hermione Granger, che diventano i suoi migliori amici e che accompagna in tutte le loro avventure. È interpretato da Rupert Grint e doppiato in italiano da Giulio Renzi Ricci.

### Hermione Granger
Hermione Granger è una brillante strega nata babbana: nonostante ciò è ritenuta essere più capace di molti maghi purosangue, rivelandosi sempre la studentessa migliore del suo anno. A Hogwarts stringe amicizia con i coetanei e compagni di Grifondoro Harry Potter e Ron Weasley, che diventano i suoi migliori amici e che accompagna in tutte le loro avventure, aiutandoli spesso con la sua intelligenza, intuito e vasta cultura e conoscenza. È interpretata da Emma Watson e doppiata in italiano da Letizia Ciampa.

## Famiglie

### Famiglia Dursley
I Dursley sono una famiglia di babbani, nonché unici parenti rimasti di Harry. Pur sapendo che non lo avrebbero mai accolto amorevolmente, Silente affida a loro il piccolo Harry dopo la morte dei suoi genitori poiché il legame di sangue con Petunia, sorella di sua madre, lo avrebbe protetto finché non fosse diventato maggiorenne. Abitano a Privet Drive, 4 a Little Whinging, nel Surrey.

#### Vernon Dursley
Vernon Dursley è il marito di Petunia e il padre di Dudley. Lavora come direttore della Grunnings, un'azienda produttrice di trapani. Descritto come un uomo corpulento e baffuto, è il primo personaggio in assoluto ad essere introdotto nella serie e fin da subito si rivela serioso, burbero, irascibile, completamente privo di fantasia e immaginazione e diffidente verso tutto ciò che non conosce; per tali motivi si comporta in modo duro e freddo con il nipote Harry, arrivando anche a minacciare di cacciarlo di casa ne L'Ordine della Fenice. L’unico lato positivo che ne viene descritto è il profondo affetto che nutre per sua moglie e suo figlio. Nell'ultimo libro, prima di lasciare Privet Drive, cercherà di mostrare affetto verso Harry augurandogli buona fortuna. È interpretato da Richard Griffiths e doppiato in italiano da Paolo Lombardi.

#### Petunia Dursley
Petunia Dursley, nata Petunia Evans, è la sorella maggiore di Lily Evans, la moglie di Vernon e la madre di Dudley. Ama curiosare negli affari altrui e spettegolare e ha una vera ossessione per l'ordine e la pulizia. Mostra disprezzo verso la magia, oltre che verso qualsiasi persona o cosa sia diverso da lei e dalla sua famiglia, anche se tale avversione serve in realtà a mascherare una forte invidia e gelosia. In quanto ultima parente vivente di Harry, accetta di adottare il piccolo per metterlo al sicuro da Voldemort, ma la sua ospitalità è accompagnata da maltrattamenti e offese continue ai danni del nipote, al quale preferisce il figlio Dudley, che vizia e coccola senza sosta. Anche se cerca sempre di far credere il contrario, è ancora profondamente affezionata alla sorella Lily, in quanto al momento dell'addio a Harry, nei Doni della Morte, per un momento ha un moto d'affetto verso il nipote al pensiero che forse non lo vedrà più. Il suo nome è tratto da quello con cui J. K. Rowling e la sorella chiamavano i personaggi femminili antipatici nei loro giochi da bambine. È interpretata da Fiona Shaw da adulta e da Ariella Paradise da giovane in Harry Potter e i Doni della Morte - Parte 2 e doppiata in italiano da Melina Martello.

#### Dudley Dursley
Dudley Dursley è il figlio di Vernon e Petunia e il cugino di Harry. È un ragazzo obeso, goloso, viziato, capriccioso, aggressivo e prepotente, che insieme ai suoi amici adora bullizzare altri ragazzi, in particolare il gracile Harry. Quando scopre l'esistenza della magia, tuttavia, si fa più prudente, temendo che il cugino possa usare degli incantesimi contro di lui. Nell'Ordine della Fenice Dudley e Harry sono attaccati da due Dissennatori, che vengono poi messi in fuga da Harry. Da allora Dudley incomincia a nutrire una certa riconoscenza verso il cugino, arrivando a salutarlo amichevolmente al momento del loro addio. È interpretato da Harry Melling e doppiato in italiano da Fabrizio De Flaviis.

#### Marge Dursley
Marge Dursley è la sorella di Vernon, a cui somiglia molto. Vive in una casa di campagna dove alleva bulldog. Adora il nipote Dudley e lo ricopre di regali e di complimenti, mentre non perde occasione per svilire Harry. Nelle poche volte in cui ha fatto visita ai Dursley, quest'ultimo ha sempre cercato di evitare ogni possibile contatto con lei perché ne ha sempre avuto dei ricordi orribili. Nel Prigioniero di Azkaban, tuttavia, Harry perde il controllo e la gonfia involontariamente come un pallone dopo che Marge insulta il giovane mago e i suoi genitori. Per risolvere la situazione intervengono i tecnici del Ministero della Magia, che sgonfiano la donna e le cancellano la memoria. È interpretata da Pam Ferris e doppiata in italiano da Lorenza Biella.

### Famiglia Potter

Harry Potter vede nello Specchio delle Brame la madre Lily e il padre James nel film Harry Potter e la pietra filosofale

I Potter sono i genitori di Harry. Vennero uccisi la notte di Halloween del 1981 da Voldemort quando questi si presentò da loro per uccidere il figlio: la morte di Lily, tuttavia, impedì al mago oscuro di compiere il suo piano facendogli perdere inoltre tutti i poteri. La loro tomba si trova a Godric's Hollow, villaggio nel quale abitavano.

#### James Potter
James Potter è il marito di Lily Evans e il padre di Harry. Nei suoi anni a Hogwarts era uno studente di Grifondoro e giocava come cercatore nella squadra di Quidditch della casa. Insieme agli amici Sirius Black e Peter Minus diventò un Animagus per poter trascorrere le notti di luna piena in compagnia di Remus Lupin; il suo animale in particolare era un cervo e per questo era soprannominato "Ramoso". Nel corso delle loro avventure, i quattro scoprirono molti dei segreti di Hogwarts e crearono la Mappa del Malandrino. James è descritto come un ragazzo scapestrato, irrispettoso delle regole, arrogante e prepotente: una vittima frequente dei suoi scherzi era Severus Piton per il fatto che simpatizzasse con alcuni Serpeverde purosangue. Terminata la scuola sposò Lily Evans ed entrò a far parte dell'Ordine della Fenice. Quando Voldemort minacciò di uccidere il loro figlio Harry per paura della profezia di Sibilla Cooman, James e Lily si nascosero a Godric's Hollow e scelsero Minus come custode dell'Incanto Fidelius. Questi tuttavia li tradì, facendo però ricadere la colpa su Sirius, e James venne ucciso da Voldemort nel tentativo di dare a Lily e Harry il tempo di scappare. È interpretato da Adrian Rawlins da adulto, da Robbie Jarvis da ragazzo e da Alfie McIlwain da bambino, e doppiato in italiano da Gaetano Varcasia.

#### Lily Potter
Lily Potter, nata Lily Evans, è la moglie di James e la madre di Harry. Nacque in una famiglia babbana, ma a differenza della sorella Petunia sviluppò capacità magiche. Sin da bambina strinse amicizia con Severus Piton, che le spiegò la realtà del mondo magico e si innamorò di lei. A Hogwarts Lily venne smistata in Grifondoro. Negli anni della scuola il rapporto d'amicizia che la legava a Severus iniziò a incrinarsi, per il fatto di essere finiti in case differenti e per via delle cattive compagnie del giovane. Terminati gli studi Lily sposò James Potter, diventò una Auror ed entrò a far parte dell'Ordine della Fenice. Quando Voldemort minacciò di uccidere loro figlio Harry per paura della profezia di Sibilla Cooman, James e Lily si nascosero a Godric's Hollow e scelsero Peter Minus come custode dell'Incanto Fidelius, il quale però li tradì. Rifiutando di consegnare Harry, Lily venne uccisa da Voldemort, ma il suo sacrificio per amore impose sul figlio una protezione talmente potente da difenderlo dall'Avada Kedavra del mago oscuro, facendo sì che l'incantesimo gli si ritorcesse contro e lo sconfiggesse. È interpretata da Geraldine Somerville da adulta e da Ellie Darcey-Alden da bambina, e doppiata in italiano da Michela Alborghetti.

### Famiglia Weasley
La famiglia Weasley è un'antica famiglia purosangue, che però viene trattata con freddezza e come traditrice di sangue dal resto delle stirpi nobili del mondo magico per via della sua scarsissima disponibilità economica e dell'amicizia che riserva a babbani e nati babbani. Caratteristica comune a tutti i membri della famiglia sono i capelli rosso fuoco. È la prima famiglia interamente di maghi presentata nell'opera. Conta in totale nove membri, tra i quali Ron. Harry Potter, inoltre, è considerato da Arthur e Molly Weasley come uno di famiglia. Vivono in un casolare malandato conosciuto come la Tana.

#### Arthur Weasley
Arthur Weasley è il capofamiglia dei Weasley. È descritto come un uomo gioviale e affabile, alto, magro, con una calvizie incipiente e che porta gli occhiali. Lavora per il Ministero della Magia all'Ufficio per l'Uso Improprio dei Manufatti dei Babbani e ha un'autentica passione per il mondo babbano, per le sue tecnologie e abitudini; lui stesso colleziona oggetti babbani e non di rado capita che imponga loro qualche incantesimo (nonostante il suo lavoro consista proprio nell'impedire ciò), come nel caso della sua Ford Anglia in grado di volare e rendersi invisibile. Nell'Ordine della Fenice viene gravemente ferito da Nagini mentre fa la guardia all'ingresso del corridoio dell'Ufficio Misteri per conto dell'Ordine della Fenice, venendo ricoverato all'ospedale San Mungo ed uscendone completamente guarito. Dopo le dimissioni di Cornelius Caramell, Arthur riceve rapidamente una promozione, prima all'Ufficio Intercettazioni e Confisca di Incantesimi Difensivi e Oggetti Protettivi Contraffatti e poi come direttore dell'Ufficio Applicazione della Legge sulla Magia. Nei Doni della Morte partecipa alla battaglia di Hogwarts, in cui sconfigge Pius O'Tusoe. È interpretato da Mark Williams e doppiato in italiano da Mino Caprio.

#### Molly Weasley
Molly Weasley, nata Molly Prewett, è la moglie di Arthur Weasley e la madre di Bill, Charlie, Percy, Fred, George, Ron e Ginny. È una casalinga che si occupa a tempo pieno della Tana e dei suoi figli, mostrandosi una madre generosa, affettuosa e protettiva, ma all'occorrenza severa, apprensiva ed irascibile. È descritta come una donna bassa e grassottella. Il suo affetto si riversa anche su Harry, che accoglie come un figlio. Come gran parte della sua famiglia entra a far parte dell'Ordine della Fenice, situazione che la mette a dura prova, in quanto la sua più grande paura è perdere qualcuno dei suoi cari nella lotta contro Voldemort e i Mangiamorte. Nei Doni della Morte partecipa alla battaglia di Hogwarts, nella quale uccide Bellatrix Lestrange. È interpretata da Julie Walters e doppiata in italiano da Anna Rita Pasanisi.

#### Bill Weasley
William "Bill" Weasley è il figlio primogenito di Arthur e Molly. Dopo gli studi a Hogwarts, in cui ha ricoperto le cariche di prefetto e caposcuola, ha iniziato a lavorare come Spezzaincantesimi alla Gringott. In qualità di membro dell'Ordine della Fenice, nel Principe mezzosangue partecipa alla battaglia della Torre di Astronomia, dove resta vittima del morso del lupo mannaro Fenrir Greyback; tuttavia, siccome Greyback non era trasformato al momento del morso, Bill non diventerà un licantropo ma riporterà comunque gravi ferite al volto e svilupperà una grande passione per la carne al sangue. Conosce e si innamora di Fleur Delacour, e i due si sposano nei Doni della Morte. In seguito Bill e Fleur ospitano per qualche tempo Harry e i suoi compagni nella loro casa di Villa Conchiglia e prendono parte alla battaglia di Hogwarts. Hanno tre figli: Victoire, Dominique e Louis. È interpretato da Richard Fish nel Prigioniero di Azkaban e da Domhnall Gleeson nei Doni della Morte - Parte 1, e doppiato in italiano da Paolo Vivio.

#### Charlie Weasley
Charles "Charlie" Weasley è il figlio secondogenito di Arthur e Molly e ha due anni in meno di Bill. A Hogwarts è stato prefetto e un prodigioso giocatore di Quidditch nel ruolo di cercatore e capitano della squadra di Grifondoro. Al termine degli studi Charlie decide di dedicarsi allo studio e all'allevamento dei draghi in un centro in Romania. Nel Calice di fuoco assiste alla finale della coppa del mondo di Quidditch insieme alla sua famiglia e si trasferisce momentaneamente a Hogwarts per prendersi cura dei draghi usati nel Torneo Tremaghi. Dopo il ritorno di Voldemort Charlie assume il compito di radunare aiuto dall'estero per conto dell'Ordine della Fenice. Nei Doni della Morte partecipa come testimone al matrimonio del fratello Bill e prende parte alla battaglia di Hogwarts. Nei film è quasi totalmente assente: compare solo in una foto di famiglia nel Prigioniero di Azkaban, dove è interpretato da Alex Crockford.

#### Percy Weasley
Percival "Percy" Weasley è il figlio terzogenito di Arthur e Molly, di quattro anni più grande di Ron. È uno studente modello, pignolo e ossessionato dal rispetto delle regole e dalla disciplina. A Hogwarts ricopre prima il ruolo di prefetto di Grifondoro e in seguito di caposcuola. Grazie ai suoi risultati scolastici brillanti, appena terminati gli studi Percy è assunto al Ministero della Magia, come segretario di Barty Crouch nel Calice di fuoco e come assistente del Ministro a partire dall'Ordine della Fenice. La sua ambizione e il progressivo avvicinamento alle posizioni del Ministero lo portano a troncare i rapporti con la sua famiglia, la quale invece sostiene le tesi di Harry e di Silente a fronte della campagna ministeriale che tende a screditarli. Anche quando i moniti di Harry e Silente si rivelano corretti, Percy inizialmente non si riappacifica con la sua famiglia e non ammette di aver avuto torto. La riconciliazione avviene solo nei Doni della Morte, in seguito alla quale Percy partecipa alla battaglia di Hogwarts e insieme al padre sconfigge Pius O'Tusoe. È interpretato da Chris Rankin e doppiato in italiano da Emiliano Coltorti.

#### Fred e George Weasley
Fred e George Weasley sono i gemelli quartogeniti di Arthur e Molly, di due anni più grandi di Ron. Fanno parte della casa di Grifondoro, nella cui squadra di Quidditch giocano come battitori. Dall'indole allegra e ribelle, non si curano molto delle regole, amano fare scherzi e dispetti agli studenti e al personale scolastico e vendono articoli scherzosi di loro produzione. Sono entrati in possesso della Mappa del Malandrino rubandola dall'ufficio di Argus Gazza e ne hanno ottenuto un'impareggiabile conoscenza della scuola e dei suoi passaggi segreti, tanto che nel Prigioniero di Azkaban, non avendone più bisogno, la donano a Harry. Nell'Ordine della Fenice il loro atteggiamento li mette in rotta con la nuova preside Dolores Umbridge: dopo aver messo a soqquadro la scuola, i due interrompono il loro percorso scolastico prima della fine dell'anno fuggendo in maniera spettacolare. Grazie al capitale iniziale offerto da Harry, Fred e George aprono il loro negozio di scherzi Tiri Vispi Weasley a Diagon Alley, che si rivela un'attività lucrativa e di successo. Nei Doni della Morte entrano a far parte dell'Ordine della Fenice e prendono parte all'operazione per scortare Harry da Privet Drive, durante la quale George perde un orecchio. In seguito partecipano alla battaglia di Hogwarts, dove Fred viene ucciso da un'esplosione provocata da Augustus Rookwood. Successivamente George continua a gestire il negozio, con l'aiuto di Ron per un periodo, e si sposa con Angelina Johnson, da cui avrà due figli: Fred Weasley Jr. e Roxanne. Sono interpretati da James e Oliver Phelps e doppiati in italiano da Lorenzo De Angelis.

#### Ginny Weasley
Ginevra "Ginny" Weasley è l'ultimogenita della famiglia, nonché unica figlia femmina. Da sempre innamorata di Harry, i due si mettono insieme nel sesto libro, per poi sposarsi finiti gli studi. Personaggio marginale nei primi libri, a partire dal quinto inizia ad apparire sempre più spesso in ruoli di primo piano. È interpretata da Bonnie Wright e doppiata in italiano da Erica Necci.

### Famiglia Malfoy
I Malfoy sono una nobile e facoltosa casata purosangue. I suoi membri hanno un carattere particolarmente altezzoso e detestabile e danno grande importanza alla purezza di sangue, arrivando a unirsi a Voldemort nella sua crociata contro i babbani e i nati babbani. Tutti i membri della famiglia sono stati smistati in Serpeverde. Il cognome Malfoy deriva dal francese mal foi (o foy), termini che significano malvagio e fede.

#### Lucius Malfoy
Lucius Malfoy è il capofamiglia, marito di Narcissa Black e padre di Draco. Era in origine un Mangiamorte molto fedele a Voldemort, ma lo abbandonò quando questi fu sconfitto la prima volta. Ne La Camera dei segreti consegna segretamente a Ginny Weasley il diario di Tom Riddle, sapendo che l'Horcrux si sarebbe impossessato della ragazza per aprire la camera dei segreti e attaccare i nati babbani. In seguito usa il suo ascendente sul Ministero della Magia per cercare di far licenziare Silente, ma non riesce nel suo intento. Nell'Ordine della Fenice torna tra le schiere dei seguaci di Voldemort e partecipa alla battaglia nel Dipartimento dei Misteri in qualità di leader della squadra inviata a recuperare la profezia su Harry, ma viene sconfitto e arrestato. Nei Doni della Morte Lucius viene fatto evadere da Azkaban, ma è ormai caduto in disgrazia agli occhi di Voldemort e nella battaglia di Hogwarts si disinteressa degli scontri per cercare suo figlio disperso. Pur rimanendo un noto ex-Mangiamorte, dopo la caduta di Voldemort Lucius riesce ad evitare di essere nuovamente arrestato consegnando alla giustizia molti suoi ex-compagni. Lucius Malfoy ha ispirato il nome di una vespa, descritta nel 2017 da un entomologo neozelandese e battezzata Lusius malfoyi. La sua idea era quella di "redimere" la reputazione delle vespe, giudicate comunemente infestanti e nocive, così come il personaggio si è redento alla fine della saga. È interpretato da Jason Isaacs e doppiato in italiano da Massimo Lodolo.

#### Narcissa Malfoy
Narcissa Malfoy, nata Narcissa Black, è la moglie di Lucius Malfoy e la madre di Draco. Discende dalla famiglia purosangue dei Black insieme alle sorelle maggiori Bellatrix Lestrange e Andromeda Tonks. Non entra mai a far parte dei Mangiamorte, pur sostenendo il principio della purezza di sangue e le idee di Voldemort e del marito. Nel Principe mezzosangue stipula un patto, il Voto Infrangibile, con Severus Piton affinché egli protegga suo figlio durante l'incarico affidatogli da Voldemort di uccidere Silente. Nei Doni della Morte l'amore materno la porta a tradire Voldemort, non rivelandogli che Harry è sopravvissuto all'Avada Kedavra in cambio di informazioni, da parte di quest'ultimo, su Draco. Avuto conferma che il figlio è ancora vivo, si disinteressa degli scontri per cercarlo. È interpretata da Helen McCrory e doppiata in italiano da Franca D'Amato.

#### Draco Malfoy
Draco Malfoy è il figlio di Lucius e Narcissa Malfoy. È un ragazzo superbo, che ha un'alta opinione di sé per via del suo sangue puro e tratta come inferiore chi non è d'accordo con lui. A Hogwarts viene smistato in Serpeverde e sviluppa un'accesa rivalità con Harry. È interpretato da Tom Felton e doppiato in italiano da Flavio Aquilone.

### Famiglia Gaunt

#### Orvoloson Gaunt
Orvoloson Gaunt (Marvolo Gaunt) è il padre di Orfin e Merope, nonché discendente di Salazar Serpeverde e Cadmus Peverell, creatore della Pietra della Resurrezione. Va molto fiero dei suoi antenati, da cui ha ereditato un orgoglio e un'arroganza fuori dal comune, la capacità di parlare il serpentese e i pregiudizi legati alla purezza di sangue. Viene condannato a sei mesi di prigionia ad Azkaban per aver assalito un funzionario del Ministero in difesa del figlio e muore poco tempo dopo la sua liberazione. Il nome del personaggio è stato cambiato in tutte le lingue per adattarlo all'anagramma con il quale suo nipote Tom Orvoloson Riddle si rinomina Lord Voldemort; Salani ha deciso di rinominarlo Orvoloson per ottenere in italiano la frase "Son io Lord Voldemort" (nell'originale il nome Tom Marvolo Riddle anagrammato diventa I am Lord Voldemort).

#### Orfin Gaunt
Orfin Gaunt (Morfin Gaunt) è il figlio di Orvoloson e il fratello di Merope. Fiero, arrogante e violento come il padre, viene rinchiuso ad Azkaban per tre anni per aver aggredito il babbano Tom Riddle, di cui la sorella Merope era innamorata. Una volta uscito di prigione, torna a casa e vi trova il giovane nipote, Tom Orvoloson Riddle, il quale lo interroga sulle sue origini. Tom quindi assassina il padre e i nonni paterni e fa ricadere la colpa di ciò su Orfin, facendolo rinchiudere nuovamente ad Azkaban. Silente gli estrae il ricordo del suo incontro con Tom e cerca di farlo scagionare, tuttavia Orfin muore poco dopo in prigione.

#### Merope Gaunt
Merope Gaunt è la figlia di Orvoloson. Brutta d'aspetto e gravata dalle angherie e prepotenze esercitate dal padre e dal fratello Orfin, Merope vive nella rassegnazione e nello squallore. Approfittando dell'imprigionamento dei suoi familiari, si sposa con il babbano Tom Riddle, del quale rimane incinta. Silente ipotizza che la donna abbia usato un filtro d'amore per irretire Tom, ma che in seguito smise di somministrare la pozione perché, innamorata com'era, non riusciva a sopportare l'idea di tenere sotto controllo il marito con mezzi magici, o perché credeva che egli avrebbe ricambiato il suo amore o che sarebbe rimasto per il bene del bambino. Tom tuttavia la abbandona e Merope è costretta a vendere il suo unico bene, il medaglione di Serpeverde, per sopravvivere da sola a Londra. Dopo essersi recata in un orfanotrofio e avervi partorito il figlio Tom Orvoloson Riddle, muore di stenti.

### Famiglia Silente

#### Aberforth Silente
Aberforth Silente (Aberforth Dumbledore) è il fratello minore di Albus e il barista del pub Testa di Porco a Hogsmeade. Viene descritto come molto somigliante al fratello, alto, magro e con gli occhi azzurri; è molto meno colto e capace nelle arti magiche di Albus, ma è comunque un mago di alto livello, in grado di affrontare alla pari i Mangiamorte ed evocare un Patronus corporeo. Rivela a Harry, Ron e Hermione la storia della sua famiglia e in particolare la lite tra lui, Albus e Gellert Grindelwald in cui la sorella Ariana perse tragicamente la vita. Per questo motivo Aberforth non ha mai perdonato del tutto Albus, sebbene entri a far parte dell'Ordine della Fenice. Nei Doni della Morte salva Harry e i suoi compagni in due occasioni: invia in loro soccorso Dobby quando sono tenuti prigionieri a Villa Malfoy e li nasconde dai Mangiamorte quando giungono a Hogsmeade. Tramite il passaggio segreto che mette in comunicazione il suo pub con Hogwarts, Aberforth aiuta Harry ad accedere alla scuola e fa evacuare gli studenti più giovani; infine si unisce egli stesso alla lotta, durante la quale neutralizza Rookwood. È interpretato da Jim McManus nell'Ordine della Fenice e da Ciarán Hinds nei Doni della Morte - Parte 2, e doppiato in italiano da Stefano De Sando.

#### Ariana Silente
Ariana Silente (Ariana Dumbledore) è la sorella minore di Albus e Aberforth. All'età di sei anni fu aggredita da tre ragazzini babbani, spaventati dai suoi incantesimi involontari. Ciò le causò dei danni psichici permanenti, si chiuse in se stessa e non imparò mai a controllare le sue capacità magiche: ciò fece nascere la diceria che la bambina fosse una maganò e che fosse tenuta chiusa in casa dalla madre per vergogna. Per nascondere la sua instabilità i Silente si trasferirono a Godric's Hollow, dove in un attacco di rabbia improvvisa Ariana uccise involontariamente sua madre. Poco dopo la ragazza si intromise in una lite tra i suoi fratelli e Gellert Grindelwald e rimase uccisa da un incantesimo mortale lanciato da uno dei tre.

## Studenti di Hogwarts
Al loro arrivo a Hogwarts gli studenti sono suddivisi in quattro case, che prendono il nome dai quattro fondatori della scuola. Nell'Ordine della Fenice, alcuni studenti guidati da Harry si riuniscono nella Stanza delle Necessità in un gruppo segreto, detto Esercito di Silente, per imparare a utilizzare incantesimi difensivi poiché Dolores Umbridge si rifiuta di insegnarli durante le regolari lezioni. Nei Doni della Morte, l'Esercito di Silente costituisce il nucleo di resistenza contro i Carrow. Tra gli studenti affiliati al gruppo vi sono anche Ron e Hermione, nonché Fred, George e Ginny Weasley.

### Grifondoro

#### Neville Paciock
Neville Paciock (Neville Longbottom) è uno studente di Grifondoro della stessa età di Harry e il figlio di Frank e Alice Paciock. È un ragazzo all'inizio molto impacciato e goffo, ma che con il passare del tempo cambierà atteggiamento grazie all'ispirazione di Harry. È interpretato da Matthew Lewis e doppiato in italiano da Gabriele Patriarca.

#### Seamus Finnigan
Seamus Finnigan è uno studente di Grifondoro dello stesso anno di Harry e il miglior amico di Dean Thomas. È figlio di un babbano e di una strega. Nell'Ordine della Fenice viene influenzato dalla campagna negazionista e anti-Harry promossa dal Ministero, tanto che la madre vorrebbe impedirgli di tornare a Hogwarts; in seguito tuttavia è costretto a ricredersi, si scusa con Harry e si unisce all'Esercito di Silente. Nei Doni della Morte è uno degli studenti più determinati nella resistenza ai Carrow e in seguito partecipa alla battaglia di Hogwarts. È interpretato da Devon Murray e doppiato in italiano da Alessio Ward.

#### Dean Thomas
Dean Thomas è uno studente di Grifondoro dello stesso anno di Harry e il miglior amico di Seamus Finnigan. Dean è il figlio di un mago e di una babbana, tuttavia il padre tenne nascosta la sua natura alla famiglia per proteggerla dai Mangiamorte e fu ucciso da questi; il ragazzo crebbe così con la madre, il padre adottivo e numerosi fratellastri e sorellastre. Nell'Ordine della Fenice Dean entra a far parte dell'Esercito di Silente e si fidanza per qualche tempo con Ginny Weasley. Non avendo modo di dimostrare che suo padre era un mago, nei Doni della Morte viene perseguitato dal Ministero e dai Ghermidori, di conseguenza non fa ritorno a Hogwarts e si dà alla latitanza insieme a Ted Tonks, Dirk Cresswell e i folletti Unci-Unci e Gonci. Da ultimi sopravvissuti del gruppo, lui e Unci-Unci sono infine catturati e condotti a Villa Malfoy, da dove riescono a fuggire grazie a Dobby. Partecipa alla battaglia di Hogwarts, in cui affronta i Mangiamorte Antonin Dolohov e Travers assieme a Calì Patil. È interpretato da Alfred Enoch.

#### Calì Patil
Calì Patil (Parvati Patil) è una studentessa di Grifondoro dello stesso anno di Harry e la sorella gemella di Padma Patil. Insieme alla sua migliore amica Lavanda Brown è una grande appassionata di Divinazione e ammiratrice della professoressa Sibilla Cooman. Nel Calice di fuoco Harry va con lei al Ballo del Ceppo dopo aver ricevuto un rifiuto da parte di Cho Chang. Nell'Ordine della Fenice Calì entra nell'Esercito di Silente assieme alla sorella, prima che siano entrambe ritirate da Hogwarts dai genitori in seguito alla morte di Silente. Nei Doni della Morte torna a frequentare la scuola, dove tenta di sabotare il regime dei Carrow e infine partecipa alla battaglia di Hogwarts, nella quale pietrifica Dolohov. È interpretata da Sitara Shah nel Prigioniero di Azkaban e da Shefali Chowdhury nelle altre apparizioni, e doppiata in italiano da Letizia Scifoni.

#### Lavanda Brown
Lavanda Brown (Lavender Brown) è una studentessa di Grifondoro della stessa età di Harry e la migliore amica di Calì Patil. Nell'Ordine della Fenice, nonostante le sue riserve iniziali su Harry, entra a far parte dell'Esercito di Silente. Nel Principe mezzosangue avvia una relazione con Ron che si basa praticamente solo sullo scambio di smancerie e che presto indispone Ron, dato che Lavanda si rivela estremamente appiccicosa e possessiva; i due si lasciano infatti dopo pochi mesi. Nei Doni della Morte partecipa alla battaglia di Hogwarts, durante la quale viene attaccata e ferita da Fenrir Greyback; nel romanzo intervengono in suo aiuto Hermione e Sibilla Cooman ma il suo destino rimane incerto, mentre nel film rimane uccisa dal licantropo. È interpretata da Kathleen Cauley nella Camera dei segreti, Jennifer Smith nel Prigioniero di Azkaban e Jessie Cave nel Principe mezzosangue e I Doni della Morte - Parte 1 e Parte 2, e doppiata in italiano da Elena Perino.

#### Oliver Baston
Oliver Baston (Oliver Wood) è uno studente di Grifondoro di quattro anni più grande di Harry e il portiere e capitano della squadra di Quidditch di Grifondoro nei primi tre romanzi. È una persona gentile, un giocatore di talento e un leader nato, tuttavia la sua ossessione per lo sport e per la vittoria del torneo annuale di Hogwarts lo portano a esercitare molta pressione sui suoi compagni, sottoponendoli ad allenamenti estenuanti, ed a demoralizzarsi fortemente dopo ogni sconfitta. Nella Pietra filosofale accoglie Harry nella squadra e gli insegna i rudimenti dello sport. Dopo aver lasciato Hogwarts, nel Calice di fuoco Baston viene reclutato come riserva nella squadra dei Puddlemere United. Nei Doni della Morte si unisce alla battaglia di Hogwarts. È interpretato da Sean Biggerstaff e doppiato in italiano da Stefano Crescentini.

#### Angelina Johnson
Angelina Johnson è una studentessa di Grifondoro di due anni più grande di Harry e cacciatrice nella squadra di Quidditch di Grifondoro. Nell'Ordine della Fenice sostituisce Oliver Baston come capitano della squadra ed entra a far parte dell'Esercito di Silente. Nei Doni della Morte torna a Hogwarts per partecipare alla battaglia contro Voldemort. In seguito si sposerà con George Weasley e i due avranno due figli: Fred Jr. e Roxanne. È interpretata da Danielle Tabor nei primi tre film e da Tiana Benjamin nel Calice di fuoco.

#### Katie Bell
Katie Bell è una studentessa di Grifondoro di un anno più grande di Harry e una cacciatrice della squadra di Quidditch di Grifondoro. Nell'Ordine della Fenice entra a far parte dell'Esercito di Silente. Nel Principe mezzosangue viene posta da Draco Malfoy sotto la maledizione Imperius per farle consegnare una collana maledetta a Silente, ma entra lei stessa in contatto con l'artefatto e ne subisce la maledizione, finendo per diversi mesi all'ospedale San Mungo. Nei Doni della Morte partecipa alla battaglia di Hogwarts. È interpretata da Emily Dale nella Pietra filosofale e nella Camera dei segreti e da Georgina Leonidas nel Principe mezzosangue e I Doni della Morte - Parte 1 e Parte 2, e doppiata in italiano da Virginia Brunetti.

#### Alicia Spinnet
Alicia Spinnet è una studentessa di Grifondoro di due anni più grande di Harry e cacciatrice nella squadra di Quidditch di Grifondoro. Nell'Ordine della Fenice prende parte alle riunioni dell'Esercito di Silente. Dopo essersi diplomata, torna alla scuola nei Doni della Morte per partecipare alla battaglia di Hogwarts. È interpretata da Leilah Sutherland nella Pietra filosofale e da Rochelle Douglas nella Camera dei segreti.

#### Lee Jordan
Lee Jordan è uno studente di Grifondoro di due anni più grande di Harry e il migliore amico di Fred e George Weasley, con i quali organizza bravate e scherzi a Hogwarts. Nel suo periodo ad Hogwarts Lee è il commentatore ufficiale delle partite di Quidditch della scuola, e in tale ruolo si fa spesso trascinare dall'entusiasmo lanciandosi in commenti parziali o apprezzamenti sulle giocatrici in campo, per i quali viene puntualmente sgridato dalla professoressa McGranitt. Nell'Ordine della Fenice si unisce all'Esercito di Silente. Nei Doni della Morte fonda una stazione radio clandestina chiamata Radio Potter, in cui fa propaganda contro il Ministero ed i Mangiamorte e sostiene le attività dell'Ordine della Fenice. Insieme a George Weasley sconfigge successivamente il Mangiamorte Yaxley nella battaglia di Hogwarts. È interpretato da Luke Youngblood.

#### Colin Canon
Colin Canon (Colin Creevey) è uno studente di Grifondoro di un anno più giovane di Harry. Ha la passione per la fotografia e tenta continuamente di immortalare il suo idolo Harry, per il quale nutre una vera e propria venerazione. Ha un fratello, Dennis, di due anni più giovane di lui e anch'egli in Grifondoro. A causa delle sue origini babbane viene preso di mira dal Basilisco nella Camera dei segreti, ma proprio il fatto di osservare la creatura attraverso l'apparecchio fotografico gli salva la vita e lo lascia solo pietrificato. Nell'Ordine della Fenice lui e suo fratello si uniscono all'Esercito di Silente. Nei Doni della Morte Colin partecipa alla battaglia di Hogwarts, nonostante la McGranitt glielo avesse proibito, e rimane ucciso dai Mangiamorte. È interpretato da Hugh Mitchell.

### Tassorosso

#### Hannah Abbott
Hannah Abbott è una studentessa di Tassorosso dello stesso anno di Harry. Nell'Ordine della Fenice viene nominata prefetto ed entra a far parte dell'Esercito di Silente. Nel Principe mezzosangue lascia Hogwarts dopo che la madre viene assassinata dai Mangiamorte, ma vi fa ritorno nei Doni della Morte per partecipare alla battaglia finale. Al termine della storia diviene la locandiera del Paiolo Magico e si sposa con Neville Paciock. È interpretata da Charlotte Skeoch nella Camera dei segreti e nel Calice di fuoco.

#### Ernie Macmillan
Ernie Macmillan è uno studente di Tassorosso della stessa età di Harry e miglior amico di Hannah Abbott e Justin Finch-Fletchley. Viene descritto come un ragazzo dai modi pomposi, ma sincero e di buon cuore. Nella Camera dei segreti crede inizialmente alle voci che attribuiscono a Harry gli assalti ai nati babbani, ma successivamente si ricrede, scusandosi con lui, e da quel momento i due rimangono in ottimi rapporti. Nell'Ordine della Fenice diventa prefetto ed entra a far parte dell'Esercito di Silente, dichiarando sin da subito di credere a Harry sul ritorno di Voldemort. Nei Doni della Morte fa parte della resistenza ai Carrow e partecipa alla battaglia di Hogwarts. È interpretato da Louis Doyle.

#### Cedric Diggory
Cedric Diggory è uno studente di Tassorosso di tre anni più grande di Harry e il cercatore della squadra di Quidditch della sua casa. È il figlio del dipendente dell'Ufficio Regolazione e Controllo delle Creature Magiche del Ministero della Magia Amos Diggory, insieme al quale si reca ad assistere alla finale di coppa del mondo di Quidditch nel Calice di fuoco. Viene scelto come rappresentante di Hogwarts al Torneo Tremaghi, durante il quale si dimostra un avversario corretto e leale, aiutando Harry nella preparazione della seconda prova per ricambiare la soffiata da lui ricevuta riguardo alla sfida della prima prova. Durante l'anno avvia una relazione con Cho Chang e la invita al Ballo del Ceppo. Nell'ultima prova lui e Harry raccolgono in contemporanea la coppa, la quale si rivela però una Passaporta che li conduce al cimitero di Little Hangleton, dove Cedric è ucciso da Peter Minus su ordine di Voldemort. Harry riesce infine a fuggire portandosi dietro il cadavere di Cedric. È interpretato da Robert Pattinson e doppiato in italiano da David Chevalier.

#### Zacharias Smith
Zacharias Smith è uno studente di Tassorosso coetaneo di Harry e cercatore nella squadra di Quidditch della sua casa. Descritto come un ragazzo dal carattere particolarmente altezzoso e antipatico, nell'Ordine della Fenice entra a far parte dell'Esercito di Silente pur mostrandosi spesso critico nei confronti di Harry e delle sue lezioni, nonché scettico riguardo alle sue affermazioni su Voldemort. Nel Principe mezzosangue si alterna con Luna Lovegood come commentatore delle partite di Quidditch della scuola, facendo osservazioni sarcastiche sui giocatori di Grifondoro. Nei Doni della Morte è l'unico membro dell'Esercito di Silente che si rifiuta di combattere i Mangiamorte, preferendo abbandonare la scuola insieme agli studenti più giovani.

### Corvonero

#### Luna Lovegood

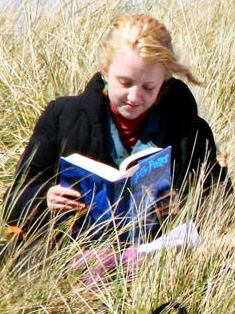
Evanna Lynch interpreta Luna Lovegood

Luna Lovegood è una studentessa di Corvonero di un anno più giovane di Harry e la figlia di Xenophilius Lovegood. Crede a tutte le cose che il padre scrive sulla stravagante rivista Il Cavillo, da lui diretta, comprese le notizie più inverosimili, e spesso indossa collane, orecchini o occhiali eccentrici ritenendoli dei talismani; questi suoi strani atteggiamenti e l'aria stralunata la rendono emarginata e oggetto di scherno di alcuni suoi compagni di scuola, che le affibbiano il soprannome "Lunatica" e si divertono a nascondere i suoi averi, sebbene Luna non si interessi affatto a quello che gli altri pensano di lei. Inizialmente amica di Ginny Weasley, nel corso della storia stringe amicizia anche con Harry, Ron, Hermione e Neville Paciock. Avendo visto morire sua madre durante un esperimento quando era piccola, è una delle poche persone a Hogwarts in grado di vedere i Thestral. Compare per la prima volta nell'Ordine della Fenice, dove si unisce all'Esercito di Silente e combatte assieme ai suoi amici al Ministero. Nel Principe mezzosangue si alterna con Zacharias Smith come cronista delle partite di Quidditch. Nei Doni della Morte viene rapita dai Mangiamorte a causa del sostegno che il padre dà a Harry e rinchiusa a Villa Malfoy assieme a Dean Thomas e Garrick Olivander; i tre vengono poi liberati da Harry, Ron e Hermione con l'aiuto di Dobby. Partecipa poi alla battaglia di Hogwarts. Terminati gli studi diventa una naturalista e sostituisce il padre alla direzione del Cavillo, ammettendo che buona parte delle notizie da esso diffuse erano inventate di sana pianta; si sposa inoltre con Rolf Scamandro, nipote di Newt. È interpretata da Evanna Lynch e doppiata da Veronica Puccio.

#### Padma Patil
Padma Patil è la sorella gemella di Calì Patil e una studentessa di Corvonero (costituendo uno dei pochi casi in cui fratelli e sorelle non fanno parte della stessa casa; nei film invece entrambe le sorelle Patil sono in Grifondoro). Nel Calice di fuoco Ron la invita al Ballo del Ceppo, che si rivela un fiasco poiché il ragazzo non prova alcun interesse per lei e trascorre la serata in preda alla gelosia per l'appuntamento tra Hermione e Viktor Krum. Nell'Ordine della Fenice Padma viene nominata prefetto ed entra a far parte dell'Esercito di Silente con la sorella. In seguito abbandona la scuola su insistenza dei genitori, spaventati dalle conseguenze della morte di Silente, ma nei Doni della Morte torna a frequentare l'istituto. Tenta di sabotare il regime dei Carrow e poi partecipa alla battaglia di Hogwarts. È interpretata da Sharon Sandhu nel Prigioniero di Azkaban e da Afshan Azad nelle restanti apparizioni, e doppiata in italiano da Letizia Scifoni.

#### Michael Corner
Michael Corner è uno studente di Corvonero dello stesso anno di Harry. Dopo il Ballo del Ceppo, nel Calice di fuoco, avvia una relazione con Ginny Weasley, che continua nell'Ordine della Fenice, ma quando Grifondoro sconfigge Corvonero nella finale di Quidditch si lascia con la ragazza per poi frequentare Cho Chang, appena lasciatasi con Harry. Nell'Ordine della Fenice entra a far parte dell'Esercito di Silente. Nei Doni della Morte viene torturato dai Carrow per aver liberato un ragazzino in punizione; ciò spinge i membri dell'Esercito di Silente a interrompere le operazioni. In seguito partecipa alla battaglia di Hogwarts.

#### Cho Chang
Cho Chang è una studentessa di Corvonero di un anno più grande di Harry e cercatrice della squadra di Quidditch di Corvonero. È la prima ragazza di cui Harry si innamora. Nel Calice di fuoco Harry le chiede di accompagnarlo al Ballo del Ceppo ma Cho aveva già accolto la richiesta di Cedric Diggory, con il quale poi avvia una relazione fino alla morte del ragazzo al termine del romanzo. Nell'Ordine della Fenice entra a far parte dell'Esercito di Silente insieme all'amica di Corvonero Marietta Edgecombe. Durante l'anno ha una breve relazione con Harry, ma i due finiscono presto per allontanarsi. Nel film è lei a tradire l'Esercito di Silente sotto l'effetto del Veritaserum. Torna a Hogwarts nei Doni della Morte, dove partecipa alla battaglia finale e rivela a Harry le poche informazioni in suo possesso sul diadema di Corvonero. È intrepretata da Katie Leung e doppiata in italiano da Jun Ichikawa.

#### Marietta Edgecombe
Marietta Edgecombe è una studentessa di Corvonero. Insieme all'amica Cho Chang entra, molto controvoglia, a far parte dell'Esercito di Silente nell'Ordine della Fenice; in seguito tradisce il gruppo rivelando a Dolores Umbridge il luogo dove avvengono le riunioni segrete. In questo modo infrange il giuramento fatto dai membri dell'Esercito e la sua faccia viene coperta da pustole e foruncoli che si dispongono in modo da formare la scritta "spia" come conseguenza dell'incantesimo fatto da Hermione sulla lista degli affiliati. Nel film non è presente e il tradimento avviene per opera di Cho sotto l'influenza del Veritaserum.

### Serpeverde

#### Tiger e Goyle
Vincent Tiger (Vincent Crabbe) e Gregory Goyle sono studenti di Serpeverde dello stesso anno di Harry. Vengono descritti come ragazzi grossi e stupidi, che agiscono come scagnozzi di Draco Malfoy, accompagnandolo pressoché ovunque, e impiegano la loro stazza per bullizzare gli altri studenti. I loro padri sono entrambi Mangiamorte. Nella Camera dei segreti Harry e Ron assumono le loro sembianze tramite la Pozione Polisucco, per scoprire se Draco è il responsabile dell'apertura della camera dei segreti. Nell'Ordine della Fenice Tiger e Goyle diventano battitori della squadra di Quidditch della loro casa ed entrano a far parte della squadra d'inquisizione di Dolores Umbridge. Nei Doni della Morte tentano di uccidere Harry, Ron e Hermione nella Stanza delle Necessità mentre questi sono alla ricerca del diadema di Corvonero: a tale scopo Tiger evoca l'Ardemonio, ma l'incantesimo gli sfugge di mano e lui stesso rimane ucciso tra le fiamme, mentre Draco e Goyle vengono salvati dai tre. Nel film è Goyle a ricoprire la parte di Tiger, evocando l'Ardemonio e rimanendo vittima del suo stesso incantesimo, in quanto l'attore Jamie Waylett, che interpreta Tiger, era in stato di fermo al momento delle riprese; il ruolo di Goyle è invece preso da Blaise Zabini. Sono interpretati rispettivamente da Jamie Waylett e da Joshua Herdman e doppiati in italiano da Angelo Evangelista e Simone Crisari.

#### Blaise Zabini
Blaise Zabini è uno studente di Serpeverde dello stesso anno di Harry. Arrogante e vanitoso, fa parte della cerchia di amici di Draco Malfoy e nel Principe mezzosangue del Lumaclub. Nel film I Doni della Morte - Parte 2 sostituisce il personaggio di Vincent Tiger durante l'incendio nella Stanza delle Necessità. È interpretato da Louis Cordice.

#### Pansy Parkinson
Pansy Parkinson è una studentessa di Serpeverde dello stesso anno di Harry. Viene spesso vista in gruppo con altre ragazze della sua casa e fa parte della cerchia di amici di Draco Malfoy, insieme al quale partecipa al Ballo del Ceppo nel Calice di fuoco. Nell'Ordine della Fenice viene nominata prefetto ed entra a far parte della squadra di inquisizione di Dolores Umbridge. Nei Doni della Morte, quando Voldemort chiede di farsi consegnare Harry, è proprio Pansy a esortare i Serpeverde a catturarlo, ma gli altri studenti glielo impediscono. È interpretata da Katherine Nicholson nei primi due film, da Genevieve Gaunt nel Prigioniero di Azkaban, da Charlotte Ritchie nel Calice di fuoco, da Lauren Shotton nell'Ordine della Fenice e da Scarlett Byrne negli ultimi tre film.

## Hogwarts

### Personale di Hogwarts

#### Albus Silente
Albus Silente (Albus Dumbledore) è il figlio primogenito di Percival e Kendra Silente e il fratello di Aberforth e Ariana. Preside di Hogwarts e mentore di Harry, è ritenuto il mago più potente dell'epoca moderna. Nella saga principale è interpretato da Richard Harris nei primi due film e da Michael Gambon nei rimanenti e doppiato in italiano da Gianni Musy, mentre nella saga spin-off Animali fantastici è interpretato da Jude Law e doppiato da Riccardo Niseem Onorato.

#### Rubeus Hagrid
Rubeus Hagrid è un mezzogigante impiegato a Hogwarts come custode e guardiacaccia e in seguito anche come insegnante di Cura delle Creature Magiche. Nonostante non sia diplomato, non brilli per cultura e intelligenza ed il suo aspetto possa risultare inquietante, è generoso, spontaneo, di cuore tenero e molto leale verso i suoi amici, in particolare Albus Silente, Harry Potter, Hermione Granger e Ron Weasley. Ha inoltre una smisurata passione per le creature di tutti i tipi, in particolare per quelle considerate pericolose o non addomesticabili. È interpretato da Robbie Coltrane e doppiato in italiano da Francesco Pannofino.

#### Severus Piton
Severus Piton (Severus Snape) è l'insegnante di Pozioni nei primi cinque libri, l'insegnante di Difesa contro le Arti Oscure nel sesto libro ed il preside di Hogwarts nel settimo libro, nonché il direttore di Serpeverde. È un membro dell'Ordine della Fenice infiltrato tra le file dei Mangiamorte come spia per conto di Silente. È interpretato da Alan Rickman e doppiato in italiano da Francesco Vairano.

#### Minerva McGranitt
Minerva McGranitt (Minerva McGonagall) è l'insegnante di Trasfigurazione, vicepreside e direttrice di Grifondoro a Hogwarts. Appare come una donna anziana e molto severa, ma anche molto competente, intelligente e giusta. Porta i capelli corvini sempre legati in uno chignon e veste spesso con abiti verde smeraldo; i suoi occhi sono descritti come piccoli e lucenti. È una Animagus e può trasformarsi a suo piacimento in un gatto soriano con dei marchi caratteristici attorno agli occhi simili ai suoi occhiali. Nella Pietra filosofale è lei ad accorgersi per prima dell'abilità di Harry nel volo e, anziché espellerlo per aver volato senza permesso, lo raccomanda per la squadra di Grifondoro come cercatore, regalandogli anche la sua prima scopa. Nell'Ordine della Fenice si scopre che la McGranitt fa parte del gruppo omonimo. In seguito si oppone apertamente ai soprusi di Dolores Umbridge e, mentre tenta di fermare lei e i suoi uomini dal portare via con la forza Rubeus Hagrid, viene colpita da quattro Schiantesimi, e per tale motivo viene ricoverata all'ospedale San Mungo fino al termine dell'anno scolastico. Nel Principe mezzosangue assume la presidenza ad interim di Hogwarts in seguito alla morte di Silente; Severus Piton ne prenderà il posto nei Doni della Morte. Partecipa alla battaglia di Hogwarts organizzando e coordinando le difese della scuola. Il suo cognome originale, McGonagall, deriva dal poeta scozzese William McGonagall: J. K. Rowling ha scelto questo cognome perché le piaceva l'idea che una donna così brillante potesse essere lontanamente imparentata con colui che è riconosciuto come il peggior poeta di tutti i tempi. È interpretata da Maggie Smith e doppiata in italiano da Paola Mannoni.

#### Filius Vitious
Filius Vitious (Filius Flitwick) è l'insegnante di Incantesimi e il direttore di Corvonero. È descritto come un ometto canuto e molto basso di statura (a causa di un lontano avo folletto), tanto che per riuscire a vedere al di là della cattedra deve salire su una pila di libri. Nei Doni della Morte partecipa alla battaglia di Hogwarts, nella quale pone diversi incantesimi difensivi sulla scuola prima dell'attacco dei Mangiamorte e sconfigge in duello Antonin Dolohov. Nei film è inoltre il direttore del coro scolastico. È interpretato da Warwick Davis e doppiato in italiano da Vittorio Stagni.

#### Pomona Sprite
Pomona Sprite (Pomona Sprout) è l'insegnante di Erbologia e la direttrice di Tassorosso a Hogwarts. Nella Camera dei segreti collabora con Madama Chips alla guarigione delle vittime pietrificate dal Basilisco, tramite una pozione ricavata dalle Mandragole. Nei Doni della Morte dapprima duella contro Severus Piton, con l'aiuto dei colleghi Filius Vitious e Minerva McGranitt, e poi partecipa alla battaglia di Hogwarts, nella quale insieme agli studenti scaglia piante velenose sui Mangiamorte. È interpretata da Miriam Margolyes e doppiata in italiano da Franca Lumachi.

#### Sibilla Cooman

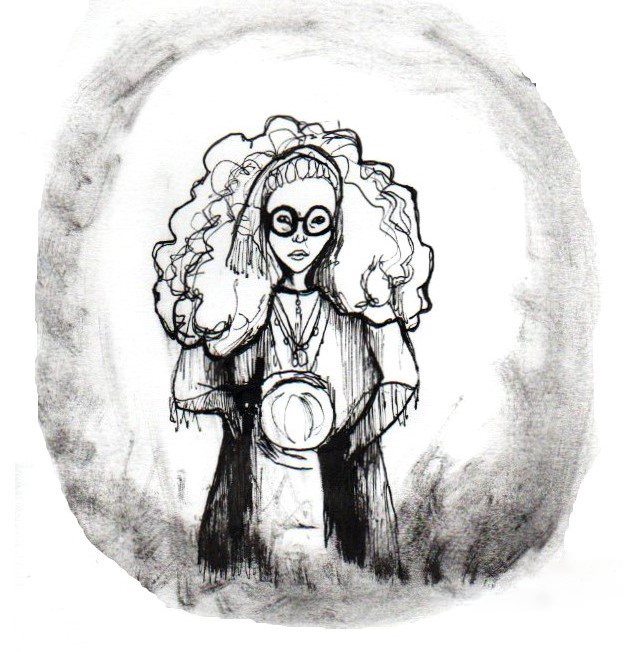
Rappresentazione artistica di Sibilla Cooman

Sibilla Cooman (Sybill Trelawney) è l'insegnante di Divinazione di Hogwarts e la pronipote della celebre veggente Cassandra Cooman. Nonostante le sue origini, non sembra aver ereditato la capacità di profetizzare alcunché e le previsioni corrette che fa si avverano, apparentemente, solo per caso. Le uniche due vere profezie che ha fatto sono state inconsce e ispirate da uno stato di trance. La prima avvenne poco prima della nascita di Harry durante un colloquio con Silente, sull'imminente nascita di un bambino che avrebbe avuto il potere di sconfiggere Voldemort; la prima parte della profezia venne ascoltata da Severus Piton e riferita a Voldemort stesso, portando all'attacco ai Potter. La seconda avviene invece nel Prigioniero di Azkaban e preannuncia la rinascita di Voldemort. A causa del suo atteggiamento bizzarro e riservato (è solita rimanere sempre nella sua torre e difficilmente la si vede insieme ad altre persone) e della sua apparente mancanza di capacità, viene osteggiata e criticata dalla maggior parte del corpo docente e dagli studenti. Nell'Ordine della Fenice ciò comporta il suo licenziamento da parte di Dolores Umbridge. Nel Principe mezzosangue la Cooman viene reintegrata da Silente nella sua vecchia posizione, ma con suo dispiacere deve dividere le lezioni con il centauro Fiorenzo, che l'anno precedente l'aveva sostituita dopo il licenziamento. Partecipa alla battaglia di Hogwarts, lanciando le sue sfere di cristallo dai piani superiori e ferendo Fenrir Greyback. È interpretata da Emma Thompson e doppiata in italiano da Emanuela Rossi.

#### Quirinus Raptor
Quirinus Raptor (Quirinus Quirrell) è l'insegnante di Difesa contro le Arti Oscure nella Pietra filosofale. Appare come un giovane pallido, pauroso, nervoso e balbettante: ciò è dovuto al fatto che è posseduto dallo spirito di Voldemort, il cui volto gli spunta dalla nuca e che l'uomo nasconde sotto un turbante. Su ordine di Voldemort cerca nel corso dell'anno di uccidere Harry e di impossessarsi della pietra filosofale. I suoi piani sono però sventati da Harry, che ottiene per primo la pietra. Quando Raptor tenta di sottrarre l'artefatto al giovane con la forza, la magia di protezione posta su di lui dalla madre Lily e l'arrivo di Silente costringono Voldemort alla fuga, lasciandosi dietro il corpo senza vita del professore. Nel film è invece Harry stesso che, riconosciuto l'effetto che la protezione della madre ha su Raptor, capisce che il professore prova un forte dolore quando lo tocca, quindi lo incenerisce e costringe così Voldemort alla fuga. È interpretato da Ian Hart e doppiato in italiano da Marco Mete.

#### Gilderoy Allock
Gilderoy Allock (Gilderoy Lockhart) sostituisce Quirinus Raptor come professore di Difesa contro le Arti Oscure a Hogwarts nella Camera dei segreti. È un mago di bell'aspetto, con capelli biondi e fluenti, affascinanti occhi azzurri ed un sorriso seducente, che veste sempre con eleganti abiti colorati. Come racconta nei suoi numerosi libri autobiografici, avrebbe compiuto numerose imprese straordinarie, mentre in realtà è un inetto e un truffatore che si prende il merito di gesta compiute da altri a cui cancella poi la memoria. A causa dei suoi modi di fare vanitosi, melensi e pomposi, si attira subito l'antipatia degli altri professori e degli studenti (e nelle sue lezioni non sa fare altro che leggere i suoi libri e vantarsi). Quando nella camera dei segreti Harry e Ron scoprono il suo segreto, Allock tenta di cancellare la memoria anche a loro, ma l'incantesimo gli si ritorce contro a causa della bacchetta danneggiata che impugna, gettandolo in uno stato di totale amnesia. Viene dunque ricoverato all'ospedale San Mungo, dove Harry lo rincontra nell'Ordine della Fenice. J. K. Rowling ha affermato che Allock prende ispirazione da una persona da lei realmente conosciuta, simile in tutto e per tutto nei comportamenti alla sua controparte fittizia. È interpretato da Kenneth Branagh e doppiato in italiano da Antonio Sanna.

#### Fiorenzo
Fiorenzo (Firenze) è un centauro che salva Harry dall'incontro con Voldemort nella Foresta Proibita nella Pietra filosofale. Nell'Ordine della Fenice, su richiesta di Silente, accetta di assumere la cattedra di Divinazione a Hogwarts, in seguito al licenziamento, da parte di Dolores Umbridge, di Sibilla Cooman; per questo motivo viene bandito dal suo branco, che reputa un tradimento la sua sottomissione agli umani. Dopo il reintegro della Cooman nel Principe mezzosangue, lei e Fiorenzo si dividono i corsi di Divinazione. J. K. Rowling ha affermato che, dopo la sconfitta di Voldemort, Fiorenzo verrà riaccettato dal branco e le relazioni tra i centauri e gli umani miglioreranno. È interpretato da Ray Fearon e doppiato in italiano da Roberto Pedicini.

#### Horace Lumacorno
Horace Lumacorno (Horace Slughorn) è stato docente di Pozioni e direttore della casa di Serpeverde dagli anni trenta-quaranta fino agli anni ottanta, quando decise di ritirarsi. Pur essendo un uomo ambizioso ed avido di potere, come tutti i Serpeverde, rappresenta l'unica eccezione nota allo stereotipo che vede i membri di tale casa arroganti, malvagi e sostenitori della purezza di sangue e di Voldemort; preferisce infatti evitare ruoli di primo piano e circondarsi di persone influenti o dall'avvenire brillante, che seleziona all'interno di una ristretta cerchia di studenti favoriti, detta Lumaclub, senza essere attratto dalle forze oscure e senza nutrire alcun pregiudizio nei confronti di mezzosangue e nati babbani. Con il ritorno di Voldemort, Lumacorno si nasconde per timore di essere costretto con la forza dai Mangiamorte a convertirsi alla loro causa. Nel Principe mezzosangue Silente cerca di convincerlo a tornare a insegnare, da una parte per colmare la carenza di professori a Hogwarts e dall'altra per tentare di prelevargli il ricordo di quando anni prima aveva spiegato a Tom Riddle, allora suo studente, come diventare immortale grazie agli Horcrux, ricordo che Lumacorno aveva corrotto e modificato per la vergogna di sentirsi responsabile di aver aiutato quello che sarebbe poi diventato Voldemort. È infine Harry a riuscire in entrambi gli intenti. Durante la battaglia di Hogwarts nei Doni della Morte Lumacorno è dapprima titubante sul da farsi, ma in seguito raccoglie dei rinforzi e insieme a Minerva McGranitt e Kingsley Shacklebolt affronta Voldemort in persona. È interpretato da Jim Broadbent e doppiato in italiano da Carlo Valli.

#### Argus Gazza
Argus Gazza (Argus Filch) è il custode di Hogwarts, con l'incarico di vegliare sul rispetto delle regole scolastiche. Personaggio litigioso, sadico e sgradevole, è un magonò, ovvero un figlio di maghi privo di poteri magici; per questo motivo apprendere le arti magiche rientra tra i suoi più grandi desideri (anche se non può riuscirci in alcun modo) e prova invidia e odio nei confronti degli studenti, divertendosi a tormentarli in tutti i modi possibili e cercando sempre di coglierli sul fatto mentre infrangono delle regole, anche inventandosele, in modo tale che vengano loro inflitte delle punizioni. Il suo ufficio è una stanza nei sotterranei della scuola, maleodorante di pesce e illuminata da una lampada a petrolio. Più volte Gazza chiede a Silente il permesso di infliggere punizioni corporali, ma si vede sempre opporre un netto rifiuto; a esaudire il suo desiderio è solo, per un breve periodo, la professoressa Dolores Umbridge. Gazza possiede una gatta, Mrs Purr (Mrs Norris), che lo aiuta a pattugliare i corridoi della scuola e corre ad avvisarlo quando avvista degli studenti in contravvenzione alle regole. Nella Camera dei segreti Mrs Purr viene pietrificata temporaneamente dal Basilisco. È interpretato da David Bradley e doppiato in italiano da Vittorio Congia nel primo film, da Bruno Conti nel secondo e da Goffredo Matassi nei successivi.

#### Altri membri del personale di Hogwarts
- Rolanda Bumb (Rolanda Hooch) è l'insegnante di volo a Hogwarts per gli studenti del primo anno. Svolge inoltre il ruolo di arbitro nelle partite di Quidditch della scuola. È una grande appassionata ed esperta di manici di scopa.[70] È interpretata da Zoë Wanamaker e doppiata in italiano da Paola Giannetti.
- Poppy Chips (Poppy Pomfrey) è l'infermiera di Hogwarts. Attiva, capace e premurosa, prende molto sul serio il suo lavoro e la salute dei suoi pazienti, motivo per cui in genere appare piuttosto severa sia con loro che con chi fa loro visita, anche se ogni tanto lascia trasparire affettuosità, gentilezza e simpatia. In passato ricopriva la carica di insegnante di Guarigione; dopo che tale insegnamento fu tolto dal piano di studi, Silente, colpito dalle sue doti, le chiese di restare a Hogwarts.[71] È interpretata da Gemma Jones e doppiata in italiano da Rita Savagnone.
- Irma Pince è la bibliotecaria di Hogwarts. È una donna molto severa, intransigente e possessiva nei confronti dei libri della scuola: pretende che tutti i libri vengano rimessi al loro posto all'orario di chiusura e non permette né di mangiare in biblioteca né di portare i libri al di fuori del castello. È interpretata da Sally Mortemore.
- Cuthbert Rüf (Cuthbert Binns) è l'insegnante di Storia della Magia e l'unico docente fantasma di Hogwarts. Si racconta che una sera, quando aveva già raggiunto una veneranda età, morì nel sonno e il giorno seguente riprese l'insegnamento da fantasma come se nulla fosse successo, senza accorgersi, almeno al momento, di essere morto. Le sue lezioni sono le più noiose del programma, in quanto Rüf non fa altro che raccontare una lunga serie di avvenimenti e date leggendo i suoi appunti ed ha una voce piatta e inespressiva, al suono della quale la maggior parte degli studenti finisce per assopirsi. Dà poco credito alle leggende: nella Camera dei segreti è solo notando l'attenzione anomala che gli rivolgono i suoi studenti che acconsente a raccontare la storia della camera.[72]

### Fondatori di Hogwarts

#### Godric Grifondoro
Godric Grifondoro (Godric Gryffindor) è uno dei quattro fondatori di Hogwarts. Onesto, coraggioso e generoso, fondò la casa che porta il suo nome prediligendo gli studenti con le medesime qualità. Originario del villaggio di Godric's Hollow, cui dà anche il nome, è conosciuto per essere stato uno dei migliori duellanti magici di sempre; nei duelli risparmiava spesso la vita dei suoi avversari, anche quando essi avevano intenzione di ucciderlo. In battaglia ricorreva, oltre che alla bacchetta, a una spada argentata dall'elsa tempestata di rubini forgiata dal folletto Ranci il Primo: questi lo accusò di avergliela rubata quando Godric, dopo averla legittimamente acquistata, si rifiutò di rendergliela. Suo era, inoltre, il cappello che divenne poi il Cappello Parlante, incaricato di smistare gli studenti nelle quattro case dopo la morte dei fondatori; al Cappello, poi, è stato affidato l'incarico di custodire la spada e di consegnarla ai veri Grifondoro in casi di estrema necessità. Si batté sempre per la difesa dei babbani e dei nati babbani, e ciò lo portò a una pesante lite con un altro fondatore, Salazar Serpeverde, che culminò con la fuga di quest'ultimo da Hogwarts. Il nome di Grifondoro è stato dato a una specie di ragno scoperta nel 2015, l'Eriovixia gryffindori, a causa della sua somiglianza con il Cappello Parlante appartenuto al mago.

#### Tosca Tassorosso
Tosca Tassorosso (Helga Hufflepuff), Tosca Tassofrasso nel nuovo adattamento, è una dei fondatori di Hogwarts, dando così il nome a una delle quattro case. Descritta come una strega paziente, cortese e amante del duro lavoro, caratteristiche che ricercava nei membri della sua casa, era estremamente abile negli incantesimi, in particolar modo in quelli culinari. I banchetti che organizzava a Hogwarts avevano la particolarità di riuscire a mantenere in armonia la scuola. Sua era la piccola coppa d'oro dai poteri misteriosi poi trasformata in Horcrux da Voldemort.

#### Priscilla Corvonero
Priscilla Corvonero (Rowena Ravenclaw) è una dei fondatori di Hogwarts e la creatrice dell'omonima casa. Universalmente riconosciuta come la strega più brillante di tutti i tempi, ricercava nei suoi studenti un'intelligenza fuori dal comune e una spiccata curiosità e voglia di imparare. Possedeva un diadema che aumenta la conoscenza di chi lo indossa e che le venne rubato da sua figlia Helena. Incaricò quindi il Barone Sanguinario di ritrovare la figlia ma questi la uccise, cosicché poco dopo Priscilla si ammalò e morì per il dolore. Il nome italiano del personaggio ha subito molte variazioni dovute alla traduzione. Originariamente fu chiamata Priscilla Pecoranera, tuttavia il cognome, a partire dalla prima edizione del Calice di fuoco e in tutte le ristampe, fu modificato in Corvonero a causa del simbolo della sua casa, ossia un rapace. Per mantenere l'uniformità con i nomi degli altri fondatori, che avevano uguali le prime lettere del nome e del cognome, nel film La camera dei segreti il nome venne modificato in Cosetta e nel nuovo adattamento dei libri in Corinna, eccetto che nei Doni della Morte dove torna a essere Priscilla.

#### Salazar Serpeverde
Salazar Serpeverde (Salazar Slytherin) è uno dei fondatori di Hogwarts e il creatore dell'omonima casa. Egli premiava determinazione, ambizione e astuzia e ricercava queste qualità negli studenti della sua casa. Fu un capace rettilofono e un esperto legilimens. Era l'unico dei fondatori a dare importanza alla purezza di sangue, disprezzando i nati babbani: a causa di ciò nacquero degli attriti con gli altri, e il culmine giunse con un litigio tra Serpeverde e Grifondoro, a seguito del quale il primo lasciò la scuola. Prima di andarsene creò una stanza segreta all'insaputa degli altri fondatori, la camera dei segreti, rinchiudendovi all'interno un Basilisco, che avrebbe potuto essere liberato e controllato solo da un suo erede al fine di epurare la scuola da tutti coloro che lui non riteneva degni di esercitare poteri magici. Da lui discende la famiglia Gaunt, e di conseguenza Lord Voldemort. Era in possesso di un medaglione con inciso il suo blasone, poi trasformato in Horcrux dallo stesso Voldemort. Salazar Serpeverde ha ispirato il nome di una nuova specie di serpente, scoperta nel 2019 da un team di ricercatori indiani e battezzata Trimeresurus salazar.

### Fantasmi di Hogwarts

#### Sir Nicholas
Sir Nicholas de Mimsy-Porpington, chiamato dagli studenti Nick-Quasi-Senza-Testa, è il fantasma della casa di Grifondoro. Mago medievale, fu decapitato il giorno di Halloween del 1492 per stregoneria, ma a causa dell'ascia non perfettamente affilata la sua testa restò attaccata al corpo per pochi centimetri di pelle e muscoli: ciò gli causa non poco rimorso, invidiando i fantasmi perfettamente decapitati e considerando la sua condizione e la sua esecuzione come imbarazzanti. Buon amico di Harry e degli studenti di Grifondoro, nella Camera dei segreti fa involontariamente da scudo a Justin Finch-Fletchley dal Basilisco, rimanendo investito in pieno dallo sguardo letale della creatura: Justin resta pietrificato, mentre Nick, essendo già morto, rimane incosciente e annerito per qualche tempo. Al termine dell'Ordine della Fenice spiega a Harry che quando qualcuno decide di diventare fantasma deve farlo mentre è ancora in vita e lo fa perché ha paura della morte, dicendogli inoltre che Sirius Black non ritornerà, avendo invece accettato di morire. È interpretato da John Cleese e doppiato in italiano da Dario Penne.

#### Mirtilla Malcontenta
Mirtilla Malcontenta (Moaning Myrtle), al secolo Mirtilla Elizabeth Warren, è il fantasma che infesta il bagno delle ragazze fuori servizio al secondo piano di Hogwarts. Deve il suo soprannome alla tendenza a piangere, lagnarsi e rinfacciare la sua morte a chiunque. Cinquant'anni prima dell'inizio della storia era una studentessa di Corvonero e fu la prima e unica vittima del Basilisco quando la camera dei segreti fu aperta la prima volta. Aiuta Harry in due occasioni: nella Camera dei segreti lo aiuta a scoprire l'ubicazione della camera dei segreti stessa e nel Calice di fuoco gli fornisce alcuni indizi per risolvere l'indovinello della seconda prova del Torneo Tremaghi. Nel Principe mezzosangue consola Draco Malfoy preoccupato dai suoi continui fallimenti nel portare a termine il compito datogli da Voldemort. È interpretata da Shirley Henderson e doppiata in italiano da Ilaria Stagni.

#### Pix
Pix (Peeves) è un poltergeist, ossia uno spiritello particolarmente pestifero, maleducato e amante degli scherzi. Gli unici soggetti verso i quali mostra rispetto sono Silente e il Barone Sanguinario, fantasma della casa di Serpeverde; l'unica volta che ha obbedito agli ordini di qualcun altro è stato quando i gemelli Weasley gli hanno chiesto di tormentare il più possibile Dolores Umbridge dopo la loro fuga da Hogwarts. Oltre agli studenti, la sua vittima preferita è Argus Gazza, che è obbligato costantemente a rimediare ai suoi disastri e tenta da anni di espellerlo dalla scuola, richieste che vengono puntualmente respinte da Silente. Non rispetta nemmeno gli ordini degli insegnanti, pur non osando farsi beffe di loro. Prende parte alla battaglia di Hogwarts e ai festeggiamenti dopo di essa.

#### Helena Corvonero
Helena Corvonero (Helena Ravenclaw), nota anche come Dama Grigia, è il fantasma della casa di Corvonero. Figlia della fondatrice di Hogwarts Priscilla, Helena era invidiosa dell'intelligenza della madre: ciò la portò a rubare il suo diadema e a fuggire. La madre, preoccupata e desiderosa di riavere la figlia con sé, chiese al Barone Sanguinario di trovarla e riportarla indietro. Quando quest'ultimo trovò Helena, essa si rifiutò di seguirlo, quindi l'uomo, incollerito, la pugnalò e poi si tolse la vita con la stessa arma. In seguito Helena tornò come fantasma a Hogwarts, dove incontrò Tom Riddle: questi la spinse a rivelargli il luogo dove era nascosto il diadema. Quando Helena scoprì che Riddle era diventato Voldemort, si pentì amaramente dell'aiuto che gli aveva dato; ciò la spinge ad aiutare Harry nei Doni della Morte a capire dov'è nascosto l'ultimo Horcrux, ossia il diadema stesso. È interpretata da Nina Young nella Pietra filosofale e da Kelly Macdonald nei Doni della Morte - Parte 2 e doppiata in italiano da Daniela Calò nei Doni della Morte - Parte 2.

## Ministero della Magia

### Ministro

#### Cornelius Caramell
Cornelius Caramell (Cornelius Fudge) è il Ministro della Magia dalla Pietra filosofale all'Ordine della Fenice. Ritenuto da molti inadatto al ruolo e incapace, nelle prime fasi del suo mandato Caramell chiede costantemente aiuto a Silente e dimostra una notevole stima e simpatia nei confronti di Harry. Al termine del Calice di fuoco, tuttavia, quando Harry e Silente cominciano a diffondere la notizia del ritorno di Voldemort, Caramell si spaventa all'idea di apparire effettivamente non all'altezza della situazione e di perdere il suo posto a favore di Silente, quindi nega il ritorno di Voldemort e dei suoi sostenitori e inizia una sistematica campagna di diffamazione contro Harry e Silente. Questa culmina nell'Ordine della Fenice con il tentativo di estendere il controllo del Ministero su Hogwarts, affidando a Dolores Umbridge l'incarico di insegnante e in seguito di inquisitrice e preside. Quando al termine del quinto libro tutta la comunità magica è costretta a prendere atto del ritorno di Voldemort, Caramell viene sollevato dall'incarico per aver anteposto i suoi interessi a quelli della comunità e sostituito da Rufus Scrimgeour. J. K. Rowling ha dichiarato che l'attitudine negazionista di Caramell è ispirata a quella del primo ministro britannico Neville Chamberlain nei confronti della crescente minaccia nazista nel periodo precedente alla seconda guerra mondiale. È interpretato da Robert Hardy e doppiato in italiano da Sandro Pellegrini.

#### Rufus Scrimgeour
Rufus Scrimgeour è il successore di Cornelius Caramell come Ministro della Magia. Prima di ricoprire tale incarico nel Principe mezzosangue, Scrimgeour era a capo del Dipartimento degli Auror, motivo per cui si presenta come un uomo risoluto, scorbutico e d'azione. Per migliorare l'immagine del Ministero tra la popolazione magica e dare l'impressione di fare progressi nella lotta contro Voldemort, Scrimgeour fa arrestare e incarcercare anche probabili innocenti con l'accusa di essere dei Mangiamorte e chiede a Harry in più di un'occasione di sostenere le iniziative del Ministero, cosa che il ragazzo rifiuta sdegnosamente di fare. Quando Voldemort prende d'assalto il Ministero nei Doni della Morte, Scrimgeour si rifiuta di rivelare informazioni su Harry e viene pertanto ucciso. È interpretato da Bill Nighy e doppiato in italiano da Ennio Coltorti.

#### Pius O'Tusoe
Pius O'Tusoe (Pius Thicknesse) è a capo dell'Ufficio Applicazione della Legge sulla Magia del Ministero della Magia. Nei Doni della Morte viene posto da Yaxley sotto l'influenza della maledizione Imperius e, dopo l'omicidio di Scrimgeour, nominato Ministro della Magia, facendo sì che il Ministero finisca nelle mani di Voldemort. O'Tusoe partecipa assieme ai Mangiamorte alla battaglia di Hogwarts, dove viene sconfitto da Arthur Weasley. Dopo la sconfitta di Voldemort cessa l'effetto della maledizione Imperius e O'Tusoe viene sostituito alla guida del Ministero da Kingsley Shacklebolt. È interpretato da Guy Henry e doppiato in italiano da Massimo Rossi.

### Dipendenti

#### Barty Crouch Sr.
Barty Crouch Sr. era il capo del Dipartimento di Applicazione delle Leggi Magiche al Ministero della Magia al tempo della prima ascesa di Voldemort. Di carattere serioso, severo e preciso, divenne implacabile e spietato contro gli adepti delle Arti Oscure e diede agli Auror la facoltà di ucciderli e di utilizzare su di loro le maledizioni senza perdono. Crouch sembrava favorito al ruolo di futuro Ministro della Magia, quando il suo stesso figlio, Barty Crouch Jr., fu processato per essere stato uno dei Mangiamorte responsabili della tortura dei Paciock. Crouch condannò con inflessibilità il figlio ad Azkaban, ma il processo rovinò la sua reputazione, portandolo ad essere relegato al ruolo di direttore dell'Ufficio di Cooperazione Magica Internazionale. In questo ruolo agisce come organizzatore della coppa del mondo di Quidditch e del Torneo Tremaghi nel Calice di fuoco. Su pressione della moglie morente, tuttavia, Crouch all'insaputa di tutti fa evadere il figlio da Azkaban e lo pone sotto la maledizione Imperius e le cure dell'elfa Winky per tenerlo d'occhio. Voldemort e Peter Minus vengono a sapere della sua evasione e lo liberano dall'incantesimo, ponendo invece sotto la maledizione Imperius lo stesso Crouch. Egli riesce infine a contrastare l'incantesimo, ma viene ucciso, trasfigurato in un osso e seppellito nel terreno di Hogwarts dal figlio. È interpretato da Roger Lloyd Pack e doppiato in italiano da Carlo Reali.

#### Ludo Bagman
Ludovic "Ludo" Bagman è il direttore dell'Ufficio per i Giochi e gli Sport Magici del Ministero della Magia. Da giovane era un giocatore di quidditch di alto livello, attivo come battitore nelle Vespe di Wimbourne e nella nazionale inglese. In passato venne scagionato dall'accusa di aver fornito informazioni ai Mangiamorte, sebbene da allora Barty Crouch Sr. lo abbia tenuto sott'occhio. Nel Calice di fuoco è nominato giudice del Torneo Tremaghi ed in tale ruolo mostra evidenti favoritismi per Harry; in seguito si scoprirà che lo faceva perché aveva scommesso coi folletti sulla vittoria del ragazzo per far fronte ad alcuni suoi debiti.

#### Dolores Umbridge
Dolores Umbridge è la sottosegretaria del Ministro della Magia Cornelius Caramell e un membro del Wizengamot. Nell'Ordine della Fenice architetta l'assalto dei Dissennatori ai danni di Harry nel tentativo di non farlo tornare ad Hogwarts e mettere a tacere i suoi moniti sul ritorno di Voldemort. In seguito viene nominata, per volontà del Ministero, professoressa di Difesa contro le Arti Oscure a Hogwarts, per dare modo a Caramell di aumentare il controllo sulla scuola. È una donna dal fisico basso e tozzo, con la bocca larga e molle, melliflua, leziosa e sadica, ossessionata dal potere e dalla disciplina, e per questo si attira presto le antipatie di gran parte del corpo docente e degli studenti. Il suo approccio unicamente teorico alla materia e la sua ostinazione nel negare il ritorno di Voldemort portano alcuni studenti, guidati da Harry, a istituire un gruppo clandestino di preparazione pratica alla Difesa contro le Arti Oscure chiamato Esercito di Silente. Nel corso dell'anno la Umbridge è sostenuta da Caramell con una serie di nuovi decreti che le attribuiscono poteri sempre maggiori, fino alla nomina a inquisitore supremo di Hogwarts e, con l'allontanamento di Albus Silente, a preside della scuola. In questa sua nuova veste allontana Sibilla Cooman e Rubeus Hagrid dall'insegnamento e istituisce la squadra d'inquisizione, un gruppo di studenti di Serpeverde con il potere di far rispettare le regole dell'istituto e infliggere punizioni corporali ai trasgressori. Attirata con l'inganno nella Foresta Proibita da Hermione, la Umbridge si imbatte nei centauri e li tratta con disprezzo, finendo aggredita. Dopo la scoperta del ritorno di Voldemort e le conseguenti dimissioni di Caramell, anche la Umbridge è costretta a dimettersi dai suoi incarichi, pur rimanendo impiegata del Ministero. Nei Doni della Morte viene nominata presidente della Commissione per il Censimento dei Nati Babbani. Harry si introduce nel suo ufficio e le sottrae il medaglione di Serpeverde che la donna aveva acquistato da Mundungus Fletcher. Dopo la caduta di Voldemort viene processata e rinchiusa ad Azkaban per i suoi crimini. Il suo nome, "Dolores", deriva dal latino dolor e significa "dolore", "sofferenza", mentre il cognome "Umbridge" deriva dall'inglese to take umbradge, ossia "offendere", "umiliare". È interpretata da Imelda Staunton e doppiata in italiano da Ida Sansone.

## Alleati

### Ordine della Fenice
L'Ordine della Fenice è un'organizzazione fondata da Albus Silente allo scopo di riunire maghi e streghe che si oppongono apertamente a Voldemort e ai Mangiamorte. Tra i suoi membri figurano anche Lily e James Potter, Minerva McGranitt, Severus Piton, Rubeus Hagrid, Aberforth Silente e tutta la famiglia Weasley.

#### Sirius Black
Sirius Black è il padrino di Harry. È un personaggio testardo e ribelle, ma leale e sempre pronto a buttarsi nella mischia. Appartenente alla nobile stirpe dei Black, rigettò le concezioni sulla purezza di sangue e l'attrazione per le Arti Oscure tipiche della sua famiglia e fuggì di casa, venendo per questo disconosciuto dai genitori. A Hogwarts fu l'unico Black a venire smistato in Grifondoro e strinse una forte amicizia con i compagni di casa James Potter, Remus Lupin e Peter Minus, con i quali formava il gruppo dei Malandrini. Per poter trascorrere le notti di luna piena in compagnia di Lupin, i suoi tre compagni divennero degli Animagus; Sirius in particolare imparò a trasformarsi in un grosso cane nero e per questo era soprannominato "Felpato". Quando Voldemort si mise in cerca dei Potter essi scelsero Sirius come custode segreto per l'Incanto Fidelius, ma questi li convinse a ripiegare invece su Minus, il quale li tradì. Dopo la morte di James e Lily, Sirius cercò di vendicarli, ma Minus simulò la sua morte e uccise con un'esplosione una dozzina di babbani che si trovavano nei paraggi facendo ricadere la colpa su Sirius, che venne catturato e condannato alla reclusione ad Azkaban. Lì trascorre dodici anni, fino a quando riesce a evadere nel Prigioniero di Azkaban. Trovato Minus, spiega la verità a Harry ma non riesce a provare la colpevolezza e a far arrestare il traditore, venendo così costretto a darsi nuovamente alla fuga. Nel Calice di fuoco riesce comunque a mettersi regolarmente in contatto con Harry, per il quale diviene una sorta di figura paterna e un intimo confidente. Quando Silente riunisce l'Ordine della Fenice, Sirius mette a disposizione come ritrovo la vecchia casa ereditata dai suoi genitori a Grimmauld Place, dove si trasferisce. Interviene durante la battaglia al Ministero in difesa di Harry, dove rimane ucciso quando la cugina Bellatrix Lestrange lo colpisce con un incantesimo e il suo corpo sparisce dietro al velo di un'arcata misteriosa lì presente. Una volta che il mondo magico viene a conoscenza dell'effettivo ritorno di Voldemort, Silente convince il ministro della magia che Sirius è sempre stato innocente, quindi nel Principe mezzosangue Sirius viene scagionato post mortem da ogni accusa. È interpretato da Gary Oldman e doppiato in italiano da Massimo Venturiello nel Prigioniero di Azkaban, nel Calice di fuoco e nell'Ordine della Fenice e da Pasquale Anselmo nei Doni della Morte - Parte 2.

#### Remus Lupin
Remus Lupin è il professore di Difesa contro le Arti Oscure a Hogwarts nel Prigioniero di Azkaban. Da bambino venne morso da Fenrir Greyback trasformandosi da allora in lupo mannaro a ogni luna piena. Lupin poté frequentare comunque Hogwarts grazie alle misure di sicurezza progettate da Silente, il quale fece realizzare un tunnel segreto per la Stamberga Strillante e vi piantò all'ingresso il Platano Picchiatore, così che il giovane potesse trascorrere isolato le notti di luna piena. Per essergli di conforto durante le sue trasformazioni, i suoi amici James Potter, Sirius Black e Peter Minus, divennero degli Animagus. I tre e Lupin, soprannominato "Lunastorta", crearono poi la Mappa del Malandrino, per facilitare le loro avventure e scherzi a Hogwarts. Uomo paziente, comprensivo e pacato, Lupin si dimostra un insegnante competente ed entusiasmante, e insegna a Harry l'Incanto Patronus per fronteggiare i Dissennatori, tuttavia una trasformazione incontrollata e un'indiscrezione di Severus Piton, che rivela pubblicamente la sua natura di licantropo, mettono fine alla sua carriera. In qualità di membro dell'Ordine della Fenice riceve poi l'incarico di controllare i lupi mannari e convincerli a non allearsi con Voldemort. Dopo un lungo indugio causato dalla sua natura di lupo mannaro, nei Doni della Morte si sposa infine con Ninfadora Tonks e diviene padre di Teddy Lupin, il quale fortunatamente non eredita la sua licantropia come lui temeva (per tale motivo solitamente i lupi mannari non hanno figli). Partecipa poi alla battaglia di Hogwarts nella quale è ucciso dal Mangiamorte Antonin Dolohov. È interpretato da David Thewlis da adulto e da James Utechin da giovane e doppiato in italiano da Danilo De Girolamo.

#### Ninfadora Tonks
Ninfadora Tonks (Nymphadora Tonks) è la figlia del nato babbano Ted Tonks e di Andromeda Black, sorella di Bellatrix Lestrange e Narcissa Malfoy. Non le piace il suo nome di battesimo e per tale motivo si fa chiamare "Tonks" o "Dora". Ha la particolarità di essere una Metamorfomagus, ovvero una strega capace di modificare il proprio aspetto a piacimento. Nonostante la sua enorme goffaggine, è una Auror e fa parte dell'Ordine della Fenice. Viene descritta come una giovane donna allegra e vivace, dalla battuta sempre pronta e l'inclinazione allo scherzo. Nell'Ordine della Fenice Tonks fa parte del gruppo che accompagna Harry a Grimmauld Place e prende parte alla battaglia dell'Ufficio Misteri. Si innamora di Remus Lupin e, dopo gli indugi iniziali dell'uomo dovuti alla sua natura di lupo mannaro, i due si sposano all'inizio dei Doni della Morte e hanno un figlio, che chiameranno Teddy. In seguito Tonks prende parte alla battaglia di Hogwarts in cui viene uccisa da Bellatrix Lestrange. È interpretata da Natalia Tena e doppiata in italiano da Domitilla D'Amico.

#### Kingsley Shacklebolt
Kingsley Shacklebolt è un membro dell'Ordine della Fenice che lavora come Auror per conto del Ministero. Grazie al suo doppio incarico può fornire all'Ordine notizie di prima mano sulle attività ministeriali o sviare le indagini su Sirius Black, anch'egli membro dell'Ordine ma creduto un Mangiamorte e un pericoloso assassino dal Ministero. Descritto come un uomo di colore alto e calvo, che porta un orecchino dorato ed ha una voce profonda e rassicurante, nell'Ordine della Fenice Kingsley fa parte della scorta che accompagna Harry a Grimmauld Place e in seguito prende parte alla battaglia nell'Ufficio Misteri. Nel Principe mezzosangue lavora sotto copertura come guardia del corpo del primo ministro babbano su richiesta di Rufus Scrimgeour. Nei Doni della Morte svia i Mangiamorte durante il trasferimento di Harry dalla casa dei Dursley e partecipa poi alla battaglia di Hogwarts, dove affronta Voldemort insieme a Minerva McGranitt e Horace Lumacorno. Al termine degli scontri viene nominato in via provvisoria nuovo Ministro della Magia, carica che ricoprirà poi ufficialmente. È interpretato da George Harris e doppiato in italiano da Fabrizio Pucci.

#### Alastor Moody
Alastor Moody è un ex Auror. Nel corso della sua lunga e gloriosa carriera, che lo ha reso uno dei migliori di sempre nel suo ruolo, ha catturato numerosi maghi oscuri e Mangiamorte, cercando sempre di consegnarli vivi alla giustizia; i tanti nemici che si è fatto a causa del suo lavoro lo hanno portato a sviluppare un carattere estremamente paranoico e diffidente. Le molte battaglie affrontate gli hanno procurato cicatrici e menomazioni: ha perso parte del naso, una gamba, sostituita da una protesi, e un occhio, al posto del quale porta un occhio magico perennemente all'erta e in grado di vedere attraverso la materia che gli è valso il soprannome di "Malocchio" (Mad-Eye). Nel Calice di fuoco viene chiamato a Hogwarts come insegnante di Difesa contro le Arti Oscure ma prima dell'inizio delle lezioni viene catturato, imprigionato e impersonato da Barty Crouch Jr. tramite la Pozione Polisucco per l'intero anno scolastico; una volta tornato libero si riunisce all'Ordine della Fenice e partecipa alla battaglia dell'Ufficio Misteri. Nei Doni della Morte viene messo a capo della spedizione che si occupa di prelevare Harry dalla casa dei Dursley, ma durante l'operazione viene abbandonato dal compagno Mundungus Fletcher e ucciso da Voldemort. È interpretato da Brendan Gleeson e doppiato in italiano da Paolo Buglioni.

#### Mundungus Fletcher
Mundungus Fletcher è un piccolo truffatore e ricettatore che collabora con l'Ordine della Fenice per via di un debito di riconoscenza che ha verso Silente. Si rende utile con la ricerca di informazioni, tuttavia dimostra anche una grande inaffidabilità, come quando trascura di sorvegliare Harry nell'Ordine della Fenice, facendo sì che il ragazzo venga attaccato dai Dissennatori, o quando nei Doni della Morte, durante il trasferimento di Harry da Privet Drive, si spaventa all'arrivo di Voldemort e abbandona il compagno Alastor Moody alla morte. Quando Harry apprende da Kreacher che Mundungus ha rubato tra le altre cose anche il medaglione di Serpeverde da Grimmauld Place, incarica Kreacher di scovarlo e portarlo da lui; interrogato da Harry, Mundungus confessa che il medaglione gli è stato a sua volta sottratto da Dolores Umbridge. È interpretato da Andy Linden e doppiato in italiano da Renzo Stacchi.

#### Elphias Doge
Elphias Doge è un vecchio compagno di scuola e amico di Albus Silente. In qualità di membro dell'Ordine della Fenice nell'Ordine della Fenice scorta Harry a Grimmauld Place. Nei Doni della Morte scrive un necrologio per Silente sulla Gazzetta del Profeta in netto contrasto con la biografia scritta da Rita Skeeter. Compare inoltre al matrimonio di Bill Weasley e Fleur Delacour, dove Harry gli fa domande sul defunto preside. È interpretato da Peter Cartwright nell'Ordine della Fenice e da David Ryall nei Doni della Morte - Parte 1, e doppiato in italiano da Dante Biagioni.

#### Frank e Alice Paciock
Frank e Alice Paciock (Frank e Alice Longbottom) sono i genitori di Neville. Sono stati due grandi maghi e Auror che facevano parte del primo Ordine della Fenice. Un anno dopo la nascita del loro unico figlio, furono individuati da un gruppo di seguaci di Voldemort, Bellatrix Lestrange, suo marito Rodolphus, suo cognato Rabastan e Barty Crouch Jr., e torturati fino alla pazzia con la maledizione Cruciatus. Da allora sono ricoverati in modo permanente all'ospedale San Mungo, dove Neville e la nonna Augusta si recano regolarmente a trovarli.

#### Dedalus Lux
Dedalus Lux (Dedalus Diggle) è un membro dell'Ordine che appare nel primo, nel quinto e nel settimo libro della saga. Viene descritto come un mago eccentrico e facilmente eccitabile, che indossa sempre un cappello a cilindro. Fa parte del gruppo che trasferisce Harry da Privet Drive a Grimmauld Place ed è incaricato, nel settimo libro, di proteggere la famiglia Dursley insieme a Hestia Jones.

## Antagonisti

### Lord Voldemort
Lord Voldemort è uno dei più potenti maghi oscuri di tutti i tempi e l'antagonista principale della serie. Il suo vero nome è Tom Orvoloson Riddle, che cambiò per via del disprezzo che nutriva nei confronti del padre babbano e per assumere un appellativo che la gente avrebbe temuto e rispettato, fino ad arrivare ad aver paura di pronunciarlo. Vent'anni prima dell'inizio della storia, diede inizio a un regno di terrore, supportato dai fedeli Mangiamorte e da quegli strati della popolazione magica che aderirono ai suoi propositi totalitari e si fecero influenzare dalle sue idee sulla purezza di sangue e sulla superiorità di maghi e streghe sui babbani. Nella sua sete di potere e immortalità, Voldemort frammentò la sua anima in sette Horcrux, che gli permisero di sopravvivere quando l'incantesimo Avada Kedavra rimbalzò contro il neonato Harry Potter e lo lasciò privo di forze. Dopo una serie di tentativi infruttuosi, nel Calice di fuoco Voldemort riacquista nuovamente il suo corpo e minaccia di prendere nuovamente il controllo del mondo magico.

### Mangiamorte

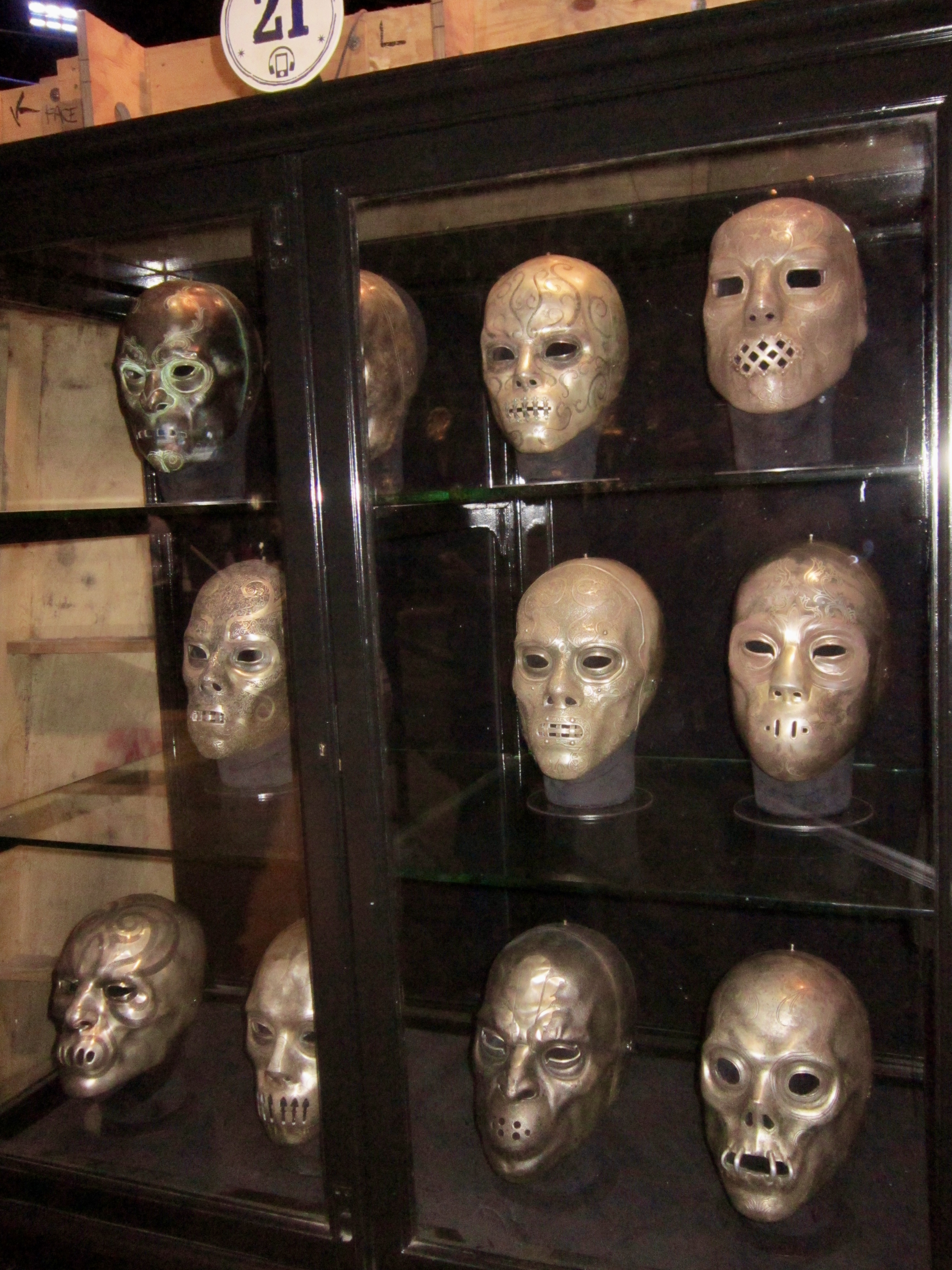
Alcune delle maschere indossate dai Mangiamorte nelle trasposizioni cinematografiche.

I Mangiamorte sono dei maghi oscuri al servizio di Voldemort, che come lui professano la supremazia dei maghi sui babbani e l'importanza della purezza di sangue ed eliminano chi si oppone ai loro piani di conquista. I Mangiamorte più importanti presentano sul braccio sinistro un simbolo raffigurante un teschio dalla cui bocca esce un serpente, detto Marchio Nero.

#### Bellatrix Lestrange
Bellatrix Lestrange, nata Bellatrix Black, è la cugina di Sirius Black, la sorella maggiore di Andromeda Tonks e Narcissa Malfoy, e la moglie di Rodolphus Lestrange. Figura tra i Mangiamorte più forti e fedeli, con una lealtà verso Voldemort al limite dell'ossessione; è inoltre arrogante, cinica, spietata e crede fermamente alla purezza di sangue. Catturata e processata per aver torturato fino alla pazzia Frank e Alice Paciock assieme al marito, al cognato Rabastan Lestrange e a Barty Crouch Jr., viene rinchiusa ad Azkaban, da dove fugge durante un'evasione di massa. Riunitasi a Voldemort nell'Ordine della Fenice, partecipa alla battaglia al Ministero dove uccide Sirius Black. Nel Principe mezzosangue fa da garante al Voto Infrangibile stretto da Severus Piton e Narcissa. Nei Doni della Morte tortura Hermione, prigioniera a Villa Malfoy, ritenendo che lei, Harry e Ron si siano introdotti nella sua camera blindata alla Gringott, dove tiene custodite la coppa di Tassorosso e la spada di Grifondoro affidatele da Voldemort. Durante la fuga dei ragazzi dalla villa pugnala e uccide Dobby, giunto in loro soccorso. Partecipa infine alla battaglia di Hogwarts, dove elimina Ninfadora Tonks per poi essere uccisa a sua volta da Molly Weasley. È interpretata da Helena Bonham Carter e doppiata in italiano da Laura Boccanera.

#### Rodolphus Lestrange
Rodolphus Lestrange è un Mangiamorte ricco e arrogante e il marito di Bellatrix Lestrange. Insieme al fratello Rabastan, alla moglie Bellatrix e a Barty Crouch Jr. viene imprigionato ad Azkaban per aver torturato fino alla pazzia Frank e Alice Paciock. Nell'Ordine della Fenice fugge dal carcere in un'evasione di massa e partecipa alla battaglia dell'Ufficio Misteri, al termine della quale è nuovamente imprigionato. Nei Doni della Morte evade con il ritorno al potere di Voldemort e prende parte alla battaglia di Hogwarts.

#### Peter Minus
Peter Minus (Peter Pettigrew) è uno dei Malandrini insieme a James Potter, Sirius Black e Remus Lupin. Durante il suo periodo da studente a Hogwarts divenne un Animagus con la capacità di trasformarsi in topo e per questo soprannominato "Codaliscia". Era il custode segreto dell'Incanto Fidelius che proteggeva la casa dei Potter, ma li tradì consegnandoli a Voldemort. Sirius, in preda all'ira, si mise sulle sue tracce per ucciderlo, ma Minus causò un'esplosione che uccise alcuni babbani, finse la sua morte e si diede alla fuga, facendo ricadere la colpa del tradimento ai Potter e della sua uccisione su Sirius, il quale venne ingiustamente imprigionato ad Azkaban. Minus visse per dodici anni in forma di ratto, Crosta, cioè l'animale domestico dei Weasley, che fu affidato per ultimo a Ron. Nel Prigioniero di Azkaban Sirius e Lupin gli fanno confessare i suoi crimini, ma prima che possano consegnarlo alla giustizia Harry si frappone e Minus riesce a fuggire e a ricongiungersi al suo signore Voldemort. Nel Calice di fuoco uccide Cedric Diggory per ordine di Voldemort ed aiuta l'Oscuro Signore a riottenere il proprio corpo, sacrificando la sua mano destra, che viene rimpiazzata da Voldemort con una d'argento. Nei Doni della Morte Minus ha la possibilità di uccidere Harry, che è tenuto prigioniero a Villa Malfoy, ma esita a causa del debito di riconoscenza che ha verso il ragazzo e, per tale atto di pietà, viene strangolato dalla sua stessa mano d'argento. Nel film invece viene colpito alle spalle e tramortito da Dobby. È interpretato da Timothy Spall da adulto e da Charles Hughes da giovane, e doppiato in italiano da Roberto Stocchi.

#### Barty Crouch Jr.
Barty Crouch Jr. è il figlio di Barty Crouch Sr. e uno dei Mangiamorte più fedeli, dotati e spietati. Per aver torturato i coniugi Paciock fino alla pazzia tramite la maledizione Cruciatus venne condannato all'ergastolo ad Azkaban dal padre, al tempo a capo del Dipartimento di Applicazione delle Leggi Magiche del Ministero della Magia; su richiesta della moglie morente, tuttavia, Crouch accettò di scambiare la donna e il figlio tramite la Pozione Polisucco e permise a quest'ultimo di uscire dalla prigione e vivere sotto l'effetto della maledizione Imperius, nascosto da un mantello dell'invisibilità e sorvegliato costantemente dall'elfa Winky. Aiutato da Voldemort e da Peter Minus, tuttavia, Barty riuscì a liberarsi dell'incantesimo posto su di lui dal padre e a porre il padre a sua volta sotto l'influsso della maledizione Imperius; successivamente riesce a catturare l'ex Auror Alastor Moody e, impersonandolo tramite la Pozione Polisucco, ne assume il ruolo come insegnante di Difesa contro le Arti Oscure a Hogwarts ne Il calice di fuoco. Barty iscrive e fa sì che Harry vinca il Torneo Tremaghi, così che Voldemort possa tornare in vita tramite il sangue del ragazzo. Tenta infine di assassinare Harry, ma è scoperto da Silente, Piton e McGranitt, arrestato e condannato da Cornelius Caramell al bacio del Dissennatore, venendo privato per sempre dell'anima. È interpretato da David Tennant e doppiato in italiano da Riccardo Niseem Onorato.

#### Walden Macnair
Walden Macnair è un Mangiamorte impiegato, dopo la prima caduta di Voldemort, come boia dall'Ufficio Regolazione e Controllo delle Creature Magiche. Nel Prigioniero di Azkaban viene incaricato di giustiziare l'ippogrifo Fierobecco, ma la creatura fugge grazie all'aiuto di Harry e Hermione. Nell'Ordine della Fenice è inviato in missione per convincere i giganti a schierarsi con Voldemort e partecipa alla battaglia nel Dipartimento dei Misteri, in seguito alla quale è catturato e imprigionato ad Azkaban. Tornato in libertà, nei Doni della Morte prende parte alla battaglia di Hogwarts, in cui è sconfitto da Rubeus Hagrid. È interpretato da Peter Best nel Prigioniero di Azkaban e L'Ordine della Fenice e da Ashley Artus nel Calice di fuoco.

#### Antonin Dolohov
Antonin Dolohov è uno dei Mangiamorte più forti e fedeli. Viene condannato e imprigionato ad Azkaban per l'omicidio di Gideon e Fabian Prewett, fratelli di Molly Weasley, ma fugge nell'evasione di massa dell'Ordine della Fenice e partecipa alla battaglia al Dipartimento dei Misteri. È poi arrestato al termine dei combattimenti e rispedito ad Azkaban, da cui fugge nuovamente un anno più tardi. Nei Doni della Morte, assieme a Rowle, attacca Harry, Ron e Hermione in un pub di Londra, ma non riesce a catturarli. Nella battaglia di Hogwarts uccide Remus Lupin e viene infine sconfitto da Filius Vitious. È interpretato da Arben Bajraktaraj.

#### Augustus Rookwood
Augustus Rookwood è un Mangiamorte che lavorava come spia di Voldemort all'Ufficio Misteri del Ministero della Magia. Il suo doppio gioco venne scoperto grazie alla testimonianza di Igor Karkaroff. Nell'Ordine della Fenice evade da Azkaban e partecipa alla battaglia all'Ufficio Misteri. Nuovamente catturato ed evaso, nei Doni della Morte prende parte alla battaglia di Hogwarts, nella quale uccide Fred Weasley ed è infine sconfitto da Aberforth Silente. È interpretato da Richard Trinder.

#### Fenrir Greyback
Fenrir Greyback è un lupo mannaro schierato con Voldemort e i Mangiamorte. È considerato il lupo mannaro più feroce d'Inghilterra, per la sua voglia di contaminare e trasformare in licantropi quanti più umani possibili e per la sua perversa bramosia di attaccare i più piccoli. A causa di questa sua mania di infettare chiunque, viene spesso utilizzato dai Mangiamorte come minaccia per coloro che si rifiutano di collaborare. Tra i numerosi umani che ha infettato figura anche Remus Lupin. Ne Il principe mezzosangue Fenrir è tra i Mangiamorte che si introducono a Hogwarts per uccidere Silente, e durante gli scontri successivi sfigura al volto Bill Weasley. Ne I Doni della Morte cattura Harry e i suoi compagni e li porta alla residenza dei Malfoy; in seguito partecipa alla battaglia di Hogwarts, dove viene sconfitto da Ron e Neville. È interpretato da Dave Legeno.

#### Corban Yaxley
Corban Yaxley è un Mangiamorte che lavora al Ministero della Magia e agisce come spia per Voldemort. Nel Principe mezzosangue partecipa alla battaglia della Torre di Astronomia. È lui a imporre la maledizione Imperius su Pius O'Tusoe, permettendo a Voldemort e ai Mangiamorte di prendere il controllo del Ministero. Nei Doni della Morte è a capo dell'Ufficio dell'Applicazione della Magia quando Harry, Ron e Hermione si intrufolano nel Ministero; scopertili, Yaxley fa in tempo ad afferrare la spalla di Ron mentre questi si stanno smaterializzando, raggiungendo Grimmauld Place e rendendolo accessibile ai Mangiamorte. Nella battaglia di Hogwarts è sconfitto da George Weasley, Lee Jordan e Minerva McGranitt. È interpretato da Peter Mullan e doppiato in italiano da Massimo Corvo.

#### Regulus Arcturus Black
Regulus Arcturus Black è il fratello minore di Sirius Black. Inizialmente diventa un Mangiamorte aderendo alle convinzioni della famiglia Black sulla superiorità dei maghi purosangue, ma in seguito, inorridito dai metodi utilizzati da Voldemort, se ne allontana. Con l'aiuto del suo elfo domestico Kreacher, sottrae l'Horcrux racchiuso nel medaglione di Serpeverde, sostituendolo con un falso in cui inserisce un messaggio di sfida per Voldemort firmato R.A.B.; Regulus perisce nella missione, ma fa in tempo ad ordinare a Kreacher di mettersi in salvo e di distruggere il medaglione.

#### Alecto e Amycus Carrow
Alecto e Amycus Carrow sono due fratelli Mangiamorte. Nei Doni della Morte vengono nominati da Voldemort professori rispettivamente di Babbanologia, per rimpiazzare Charity Burbage, uccisa da Voldemort stesso, e di Difesa contro le Arti Oscure a Hogwarts. La prima trasmette agli alunni che i babbani sono odiosi e da disprezzare in quanto hanno costretto i maghi a darsi alla clandestinità, mentre Amycus insegna Arti Oscure e non Difesa contro di esse, ad esempio torturando gli studenti in punizione. Alecto tenta di impedire a Harry di ritrovare l'ultimo Horcrux, il diadema di Corvonero, ma è sconfitta da Luna Lovegood. Dopo averla rinvenuta priva di sensi, Amycus minaccia di torturare gli studenti per scoprire chi l'ha colpita, arrivando a sputare in faccia alla professoressa McGranitt che si era opposta; per questo gesto viene colpito da Harry con la maledizione Cruciatus, perdendo i sensi. Al termine della battaglia vengono processati e rinchiusi ad Azkaban. Sono interpretati rispettivamente da Suzie Toase e Ralph Ineson.

## Altri

### Beauxbatons

#### Olympe Maxime
Madame Olympe Maxime è la preside di Beauxbatons e uno dei giudici del Torneo Tremaghi nel Calice di fuoco. È palesemente una mezzogigante, come dimostrato dalla sua grande altezza, anche se lei nega e cerca di far passare inosservata la sua natura, affermando che ha soltanto le "ossa grandi" e facendo di tutto per non ricalcare gli stereotipi a cui sono associati i giganti e coloro che hanno sangue di gigante: cura molto il proprio aspetto, veste molto elegante ed è un'ottima ballerina. È descritta come una donna molto bella, dai capelli neri raccolti in uno chignon, profondi occhi scuri, la carnagione olivastra e il naso aquilino.
Nell'Ordine della Fenice viene inviata in missione insieme a Rubeus Hagrid dai giganti per convincerli a schierarsi contro Voldemort, tuttavia i due non riescono nell'impresa. È interpretata da Frances de la Tour e doppiata in italiano da Anne Marie Sanchez.

#### Fleur Delacour
Fleur Delacour è una studentessa di Beauxbatons. Ha lunghi capelli argentei, grandi occhi blu e un fisico alto e flessuoso; la sua grande bellezza deriva dal sangue veela di sua nonna, e a causa di ciò molti ragazzi sono attratti da lei, sebbene lei mantenga un atteggiamento freddo e altezzoso. Viene scelta per rappresentare la sua scuola al Torneo Tremaghi nel Calice di fuoco. Nella seconda prova Fleur deve salvare la sua sorellina Gabrielle dal lago di Hogwarts, ma fallisce e Gabrielle viene infine liberata da Harry, con il quale Fleur, a seguito di ciò, inizia a comportarsi in modo più aperto e amichevole. Al termine del torneo intraprende un lavoro part-time alla Gringott per migliorare il suo inglese; qui conosce Bill Weasley e se ne innamora, ricambiata. Nel Principe mezzosangue Fleur e Bill hanno in programma di sposarsi, sebbene l'atteggiamento della ragazza indisponga Ginny e la signora Weasley, oltre che Hermione. Quando però Fleur accetta di sposare Bill anche dopo che questi viene sfigurato da Fenrir Greyback, affermando di essere abbastanza bella per entrambi e che le cicatrici sono un segno di coraggio del suo futuro marito, la tensione tra lei e la signora Weasley si allenta. Il matrimonio si celebra nei Doni della Morte alla Tana e in seguito Fleur partecipa alla battaglia di Hogwarts insieme al marito. Con Bill avrà tre figli: Victoire, Louis e Dominique. È interpretata da Clémence Poésy e doppiata in italiano da Ségolène Thomas.

### Durmstrang

#### Igor Karkaroff
Igor Karkaroff è il preside di Durmstrang, una delle scuole che partecipa al Torneo Tremaghi nel Calice di fuoco. La sua voglia di vincere la competizione a ogni costo lo porta a mostrare chiari favoritismi per il suo rappresentante Viktor Krum e a tentare di barare con ogni mezzo. In passato era un Mangiamorte e si salvò dalla condanna rivelando i nomi di molti suoi compagni e facendoli rinchiudere ad Azkaban. Terrorizzato dall'essere punito per il suo tradimento dopo il ritorno di Voldemort, si dà alla fuga, ma due anni dopo, nel Principe mezzosague, si viene a sapere che è stato ritrovato morto in una baracca del Nord Europa, ucciso dai Mangiamorte; non si sa chi gli sia succeduto alla guida di Durmstrang. È interpretato da Predrag Bjelac e doppiato in italiano da Greg Snegoff.

#### Viktor Krum
Viktor Krum è il giovane e prodigioso cercatore della nazionale bulgara di Quidditch, che ricopre tale ruolo mentre ancora frequenta la scuola di Durmstrang. Nel Calice di fuoco viene scelto come rappresentante della sua scuola per partecipare al Torneo Tremaghi. Durante l'anno si frequenta con Hermione; la loro storia termina alla fine del torneo perché Viktor deve tornare in Bulgaria, ma due rimangono comunque buoni amici di penna; a causa di ciò subisce la gelosia di Ron, con cui si riappacifica alla fine dell'anno, arrivando a firmargli un autografo. Dopo aver appurato che non ci fosse niente tra Hermione e Harry, stringe amicizia anche con quest'ultimo, complimentandosi con lui per le sue abilità di volo. Durante la prova finale viene posto da Barty Crouch Jr. sotto l'influsso della maledizione Imperius e costretto ad attaccare Cedric Diggory per spianare la strada alla vittoria di Harry. Nei Doni della Morte Krum viene invitato al matrimonio di Bill Weasley e Fleur Delacour. Viene descritto come un ragazzo robusto, dalla postura ingobbita, capelli e occhi scuri e un gran naso a becco. A prima vista scontroso e imbronciato, è in realtà una persona piuttosto gentile, aperta e amichevole, specialmente con Hermione e Harry. È interpretato da Stanislav Janevski.

### Elfi domestici

#### Dobby

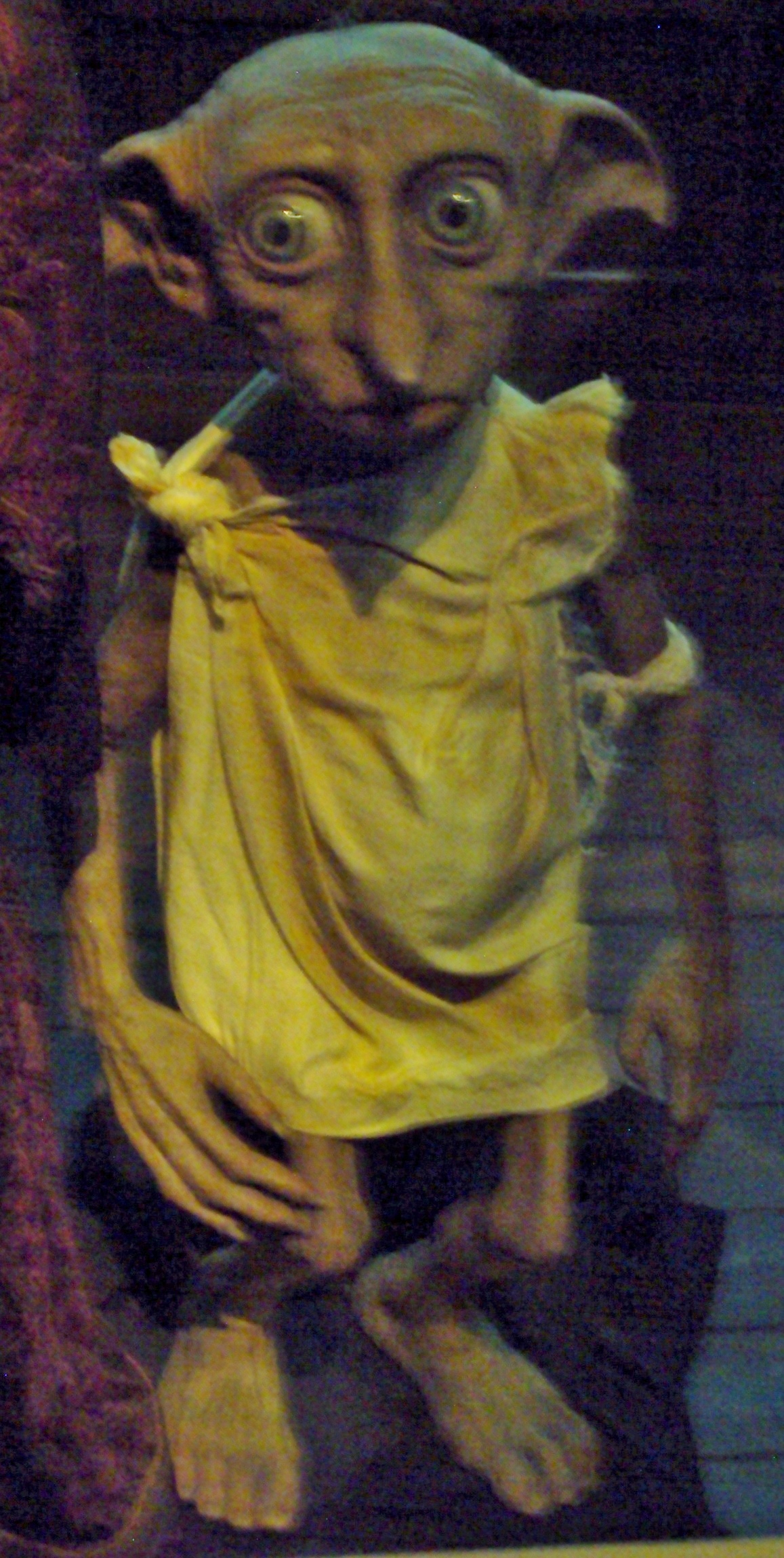
Statua di Dobby

Dobby è l'elfo domestico della famiglia Malfoy. Essendo venuto a conoscenza del piano di Lucius Malfoy per liberare il Basilisco, nella Camera dei segreti tenta in tutti i modi di dissuadere Harry dal tornare a Hogwarts, dal momento che nutre una vera e propria venerazione per il ragazzo. A differenza dei suoi simili, Dobby ama la libertà, adora vestirsi in modo sgargiante e, sebbene gli piaccia lavorare, desidera essere pagato per il suo lavoro: per questo si mostra felice quando grazie a uno stratagemma Harry lo libera. Nel Calice di fuoco ottiene un impiego stipendiato a Hogwarts insieme agli altri elfi e procura a Harry l'Algabranchia per la seconda prova del Torneo Tremaghi. Si rende molto utile a Harry, come quando nell'Ordine della Fenice spiega al ragazzo come trovare la Stanza delle Necessità e quando nel Principe mezzosangue, su sua richiesta, pedina Draco Malfoy. Informato da Aberforth Silente che il suo eroe è in pericolo, nei Doni della Morte Dobby libera Harry, Ron, Hermione, Luna Lovegood, Olivander, Dean Thomas e Unci-Unci dalle segrete di Villa Malfoy, ma mentre si sta smaterializzando viene ferito mortalmente da Bellatrix Lestrange con una pugnalata e seppellito presso Villa Conchiglia, con Harry che, come tributo all'aiuto che l'elfo gli ha dato negli anni, decide di scavarne la tomba a mano, senza usare la magia. È doppiato da Toby Jones e in italiano da Nanni Baldini.

#### Winky
Winky è l'elfa domestica di Barty Crouch. Appare per la prima volta nel Calice di fuoco alla coppa del mondo di quidditch, dove fa finta di tenere il posto al suo padrone per permettere al figlio di quest'ultimo, Barty Crouch Jr., di assistervi. Spaventata dall'apparizione dei Mangiamorte al termine del torneo, scappa nei boschi, perdendo così di vista il giovane, che riesce a scagliare il Marchio Nero con la bacchetta rubata a Harry. Crouch, irritato dal fatto che l'elfa ha disobbedito ai suoi ordini facendo quasi scappare il figlio, la licenzia, nonostante le suppliche di quest'ultima. Winky quindi si trasferisce a Hogwarts insieme a Dobby, dove il preside Albus Silente li accoglie. L'elfa, tuttavia, ancora provata dal licenziamento, affoga le sue pene nell'alcool, costringendo Dobby a prendersi costantemente cura di lei.

#### Kreacher
Kreacher è un anziano elfo domestico che è stato a servizio della famiglia Black per generazioni, fino a quando non è stato ereditato insieme a Grimmauld Place da Sirius Black. Viene trattato con durezza da Sirius, per il quale Kreacher rappresenta un legame con la famiglia che tanto odia; Kreacher, dal canto suo, detesta Sirius e lo insulta continuamente dietro le spalle, parlando male anche di tutti gli altri membri dell'Ordine della Fenice. A causa di un ordine ambiguo di Sirius, nell'Ordine della Fenice Kreacher si rifugia da Narcissa Malfoy e tradisce il suo padrone innescando gli eventi che lo conducono alla morte. Nel Principe mezzosangue Kreacher viene lasciato in eredità a Harry, che gli ordina di lavorare a Hogwarts insieme agli altri elfi e gli affida la missione di pedinare Draco Malfoy insieme a Dobby. Nei Doni della Morte Harry scopre che Kreacher aveva accompagnato il suo padrone Regulus Black nella missione per recuperare l'Horcrux del medaglione di Serpeverde, ma che non era poi riuscito a distruggere l'artefatto, ed il medaglione era stato infine trafugato da Mundungus Fletcher. Diventato più servizievole, accudisce Harry, Ron e Hermione durante il loro soggiorno a Grimmauld Place e in seguito guida gli elfi domestici nella battaglia di Hogwarts contro i Mangiamorte. È doppiato da Timothy Bateson e in italiano da Oreste Rizzini nell'Ordine della Fenice e da Simon McBurney e in italiano da Franco Zucca nei Doni della Morte - Parte 1.

### Creature

#### Edvige
Edvige (Hedwig) è la civetta delle nevi di Harry. Svolge il compito di gufo postino, recapitando lettere e pacchi da e per Harry; possiede un senso dell'orientamento e una resistenza molto elevati (come quasi tutti i pennuti che trasportano la corrispondenza nella serie), trovando da sola Sirius Black mentre questi era fuggitivo e recapitando un pacco dalla Francia da parte di Hermione. Molto affezionata al padrone, è tuttavia molto orgogliosa e si offende facilmente. Viene uccisa da Bellatrix Lestrange durante il trasferimento di Harry nei Doni della Morte.

#### Fanny
Fanny (Fawkes) è la fenice di Albus Silente. Dalla sua coda provengono le piume che costituiscono i nuclei delle bacchette di Harry e Voldemort, creando così un anomalo legame tra le due. Giunge in soccorso di Harry nella camera dei segreti, consegnandogli il Cappello parlante contenente la spada di Godric Grifondoro e salva il ragazzo dal veleno del Basilisco con le sue lacrime dal forte potere guaritivo. Nell'Ordine della Fenice prima viene utilizzata da Silente come mezzo di fuga da Hogwarts, per scampare all’arresto ordinato da Cornelius Caramell e poi aiuta nuovamente Silente nello scontro con Voldemort al Ministero della Magia. Alla morte del suo padrone, dopo aver intonato un lamento funebre, scompare per sempre.

#### Aragog
Aragog è un enorme ragno appartenente alla specie delle Acromantule. In passato era l'animale domestico di Rubeus Hagrid, ma venne accusato ingiustamente da Tom Riddle di essere il mostro della camera dei segreti e fu quindi cacciato dal castello e Hagrid espulso. Si stabilì nella Foresta Proibita, dove mise al mondo svariati altri ragni giganti; nonostante le Acromantule si nutrano di carne umana, Aragog impose ai suoi figli di non attaccare Hagrid. Harry e Ron lo incontrano ne La camera dei segreti, in cui li aiuta a capire la natura del mostro della camera e dove si trova l'ingresso, ma in seguito li fa attaccare dalla sua progenie. Muore dopo una lunga malattia nel Principe mezzosangue e viene seppellito accanto alla casa di Hagrid. Al funerale partecipa anche Horace Lumacorno per ricavare del prezioso veleno dalle zanne della creatura da rivendere sul mercato nero; in quest'occasione Harry riesce a prelevare il ricordo degli Horcrux dal professore. È doppiato da Julian Glover e in italiano da Renato Mori.

#### Fierobecco
Fierobecco (Buckbeak) è un ippogrifo allevato da Hagrid. Viene condannato a morte nel Prigioniero di Azkaban, poiché aveva aggredito Draco Malfoy quando questi lo aveva provocato, ma viene fatto fuggire da Harry e Hermione assieme a Sirius Black. Da quel momento Fierobecco inizierà a vivere assieme al padrino di Harry, per poi essere riportato da Hagrid dopo la morte di questi e rinominato Alisecco (Witherwings).

#### Grop
Grop (Grawp) è un gigante fratellastro di Hagrid, essendo nato dall'unione della gigantessa Fridwulfa, madre di Hagrid, e di un altro gigante. Hagrid lo incontra nell'Ordine della Fenice durante la sua missione presso i giganti per conto di Silente. Essendo un gigante di taglia relativamente ridotta, in quanto è alto poco meno di cinque metri mentre i giganti normalmente sono alti almeno sette metri, è oggetto di angherie da parte dei suoi simili; per questo Hagrid decide di portarlo a Hogwarts e nasconderlo nella Foresta Proibita, tentando anche di educarlo e di insegnargli a parlare, con scarsi risultati. Durante la battaglia di Hogwarts affronta i giganti di Voldemort. È doppiato da Tony Maudsley.

#### Nagini
Nagini è il serpente femmina di Lord Voldemort, il quale è in grado di comunicare con lei in serpentese o di possederla per brevi periodi. È l'unico Horcrux creato da Voldemort dopo la sua caduta, con l'assassinio di Bertha Jorkins; egli è particolarmente attaccato a lei perché il suo veleno gli ha permesso di rimanere in vita prima di acquisire nuovamente il suo corpo; anche se Voldemort, essendo un Rettilofono, può dialogare con qualsiasi serpente controllandolo, il suo ascendente e il suo controllo su Nagini sono particolarmente forti. Nagini viene impiegata da Voldemort come strumento contro i suoi oppositori, in particolare attaccando Arthur Weasley nell'Ordine della Fenice ed uccidendo Bathilda Bath e Severus Piton nei Doni della Morte. Viene decapitata da Neville Paciock con la spada di Grifondoro durante la battaglia di Hogwarts. Nella serie Animali fantastici viene rivelato che Nagini era in origine una Maledictus, ossia una strega in grado di trasformarsi in serpente, che fu poi condannata a rimanere per sempre in quelle vesti. È interpretata da Claudia Kim e doppiata in italiano da Erica Necci in Animali fantastici.

### Vari

#### Garrick Olivander
Garrick Olivander (Garrick Ollivander) è uno dei fabbricanti di bacchette magiche più rinomati del mondo, che gestisce un negozio a Diagon Alley. I suoi familiari sono fabbricanti di bacchette da generazioni. Ha una memoria prodigiosa e ricorda perfettamente le caratteristiche di tutte le bacchette che ha venduto negli anni, incluse quelle di Harry e di Tom Riddle. Nel Principe mezzosangue e I Doni della Morte si scopre che è stato rapito da Voldemort per farsi indicare come risolvere il problema delle bacchette gemelle e per ottenere informazioni sulla leggendaria Bacchetta di Sambuco. Viene liberato dalla sua prigionia da Dobby e durante la sua convalescenza a Villa Conchiglia fornisce a Harry informazioni sulla Bacchetta di Sambuco e sul funzionamento delle bacchette magiche. È interpretato da John Hurt e doppiato in italiano da Giorgio Lopez.

#### Stan Picchetto
Stan Picchetto (Stan Shunpike nell'originale e Stan Tiracorto nelle nuove traduzioni) è il giovane bigliettaio del Nottetempo, la corriera magica per maghi e streghe. Compare per la prima volta nel Prigioniero di Azkaban, quando Harry prende l'autobus per fuggire da Privet Drive dopo aver gonfiato Marge Dursley. Nel Principe mezzosangue viene imprigionato con l'accusa di essere un Mangiamorte, anche se Silente e Harry sono convinti della sua innocenza e cercano di farlo scagionare. Nei Doni della Morte Stan è tra i Mangiamorte che attaccano Harry durante il tragitto da Privet Drive alla Tana, sebbene Harry ritenga che abbia agito sotto l'influenza della maledizione Imperius. È interpretato da Lee Ingleby e doppiato in italiano da Simone Crisari.

#### Rita Skeeter
Rita Skeeter è una giornalista inviata della Gazzetta del Profeta, perennemente a caccia di articoli sensazionalistici, che non esita a riportare in modo parziale o totalmente distorto le notizie. La sua attività è facilitata dal fatto che è una Animagus non registrata, capace di trasformarsi in uno scarabeo, abilità che sfrutta per origliare di nascosto le conversazioni private dei suoi soggetti. Nel Calice di fuoco viene inviata al Torneo Tremaghi e nel corso dell'anno scrive alcuni articoli pesantemente diffamatori nei confronti di Harry, Hermione e Hagrid, fino a quando Hermione non scopre il suo segreto, la cattura mentre è in forma di scarabeo e la costringe a porre fine a questa attività. Sotto minaccia di denunciarla al Ministero, nell'Ordine della Fenice, Hermione ottiene che Rita intervisti Harry sul ritorno di Voldemort, articolo che viene poi pubblicato sul Cavillo. Nei Doni della Morte pubblica Vita e menzogne di Albus Silente, la sua biografia del deceduto preside che mette a nudo alcuni risvolti del suo passato e della sua vita privata. È interpretata da Miranda Richardson e doppiata in italiano da Alessandra Korompay.

#### Xenophilius Lovegood
Xenophilius Lovegood è il padre di Luna Lovegood e il direttore del Cavillo, giornale che riflette la sua passione per argomenti eccentrici e notizie improbabili. Dalle colonne del suo giornale nell'Ordine della Fenice è tra i pochi a sostenere Harry e la verità sul ritorno di Voldemort che il Ministero vorrebbe invece insabbiare. Nei Doni della Morte Harry, Ron e Hermione si recano da Xenophilius nella loro caccia agli Horcrux, il quale rivela loro la storia e il segreto dei Doni della Morte. In seguito cerca di consegnare i tre ai Mangiamorte in cambio della liberazione della figlia Luna, che avevano rapito, ma Harry e compagni riescono a fuggire e apprendono poi che Xenophilius è stato rinchiuso ad Azkaban; dopo la morte di Voldemort viene liberato assieme agli altri innocenti lì rinchiusi. È interpretato da Rhys Ifans e doppiato in italiano da Gianluca Tusco.

#### Bathilda Bath
Bathilda Bath (Bathilda Bagshot) è un'illustre studiosa di storia magica ed autrice del libro Storia della magia, nonché prozia di Gellert Grindelwald. Vive nel villaggio di Godric's Hollow ed è un'amica di lunga data dei Potter e dei Silente; per questo funge da fonte d'informazione per il romanzo Vita e menzogne di Albus Silente di Rita Skeeter, alla quale rivela numerosi retroscena sul passato di Silente sotto l'effetto del Veritaserum. Nei Doni della Morte, Harry e Hermione si recano a farle visita per chiederle informazioni, ignari del fatto che Bathilda sia nel frattempo deceduta e il suo corpo utilizzato come travestimento per il serpente di Voldemort Nagini. È interpretata da Hazel Douglas.

#### Unci-Unci
Unci-Unci (Griphook) è un folletto che lavora alla Gringott. Nella Pietra filosofale accompagna Harry e Rubeus Hagrid alle camere di sicurezza a prelevare del denaro e la pietra filosofale. Nei Doni della Morte è anche lui imprigionato a Villa Malfoy, da dove viene salvato da Dobby. Harry, Ron e Hermione gli chiedono aiuto per penetrare nella Gringott e sottrarre l'Horcrux della coppa di Tassorosso dalla camera di sicurezza di Bellatrix Lestrange in cambio della spada di Grifondoro. Una volta nei sotterranei della banca, però, Unci-Unci li tradisce, dà l'allarme e scappa con la spada. Nel film viene poi ucciso da Voldemort. È interpretato da Verne Troyer nella Pietra filosofale e da Warwick Davis nei Doni della Morte - Parte 1 e Parte 2, e doppiato in italiano da Mario Scaletta.

#### Augusta Paciock
Augusta Paciock (Augusta Longbottom) è la nonna paterna di Neville. Ha cresciuto il nipote da sola dopo che i genitori di Neville furono torturati fino alla pazzia dai Mangiamorte. A causa del suo carattere inflessibile, severo e perfezionista, Neville, pur volendole bene, ne ha molta soggezione. Nonostante le apparenze da gracile vecchietta, è molto versata nelle arti magiche e risulta un avversario temibile: nei Doni della Morte sconfigge l'Auror Dawlish, che era giunto a casa sua per arrestarla, e in seguito prende parte alla battaglia di Hogwarts.

#### Arabella Figg
Arabella Figg è una vicina di casa dei Dursley con la passione per i gatti, che si prende cura di Harry quando i suoi zii sono impegnati. In seguito si rivela essere una Maganò nonché membro dell'Ordine della Fenice incaricata di vegliare su Harry. Partecipa all'udienza disciplinare al Ministero e la sua testimonianza si rivela determinante nello scagionare Harry. È interpretata da Kathryn Hunter e doppiata in italiano da Graziella Polesinanti.

#### Madama Rosmerta
Madama Rosmerta è la proprietaria e barista del pub "I tre manici di scopa" a Hogsmeade. Viene descritta come una donna nel fiore degli anni, avvenente e buona. Nel Principe mezzosangue cade vittima della maledizione Imperius di Draco Malfoy e, sotto la sua influenza, consegna a Katie Bell una collana maledetta destinata a Silente e confeziona una bottiglia di idromele avvelenato per Horace Lumacorno, che intendeva regalarlo sempre a Silente. È interpretata da Julie Christie e doppiata in italiano da Ludovica Modugno.